# Італійське Відродження
Італійське Відродження або італійський Ренесанс (італ. Rinascimento [rinaʃʃiˈmento]) — важлива епоха в історії Європи, що заклала основи нової європейської культури.
Італія була першою європейською країною (попри те, що цілісне державне утворення склалося лише в XIX столітті), якій європейські народи завдячують великим змінам і досягненням у різних галузях людської діяльності. Епоха Відродження почалася в Італії в XIV столітті, в період проторенесансу, або треченто (культури 1300-х років) і тривала аж до XVI століття, ознаменувавши перехід від середньовічної до сучасної Європи. Розквіт ренесансної культури припадає на XV—XVI століття, де виділяють високе Відродження (від кінця 1490-х років, до першої чверті XVI століття). У країнах Центральної та Північної Європи епоха Відродження настала пізніше та набула специфічних рис (див. Північне Відродження та Французький Ренесанс).

## Походження терміна
Італійське слово «rinàscita» зустрічається в «Коментарях» Лоренцо Гіберті (I Commentari, 1452—1455), книзі про художників його часу, звідки це слово запозичив Джорджо Вазарі, який склав «Життєписи найславетніших живописців, скульпторів та архітекторів» (1550). Вазарі відзначив цим словом діяльність своїх попередників, художників початку XVI століття, «після довгих років занепаду в період середньовіччя та варварства». Він писав «про пелену, яка заволокла уми людей» і яка несподівано «чи Божою милістю, чи то під впливом зірок спала» і художники раптом побачили «справді прекрасне». За його визначенням, «Відродження — це повернення людини до свого гармонійного природного стану у відносинах із природою». Тому «природа — це зразок, а давні — школа». Час, що передує Відродженню, гуманісти називали «темними віками».
1855 року французький історик Жуль Мішле дав «кальку» італійського терміна в назві сьомого тома «Історії Франції». 1860 року опубліковано працю швейцарського історика Якоба Буркгардта «Культура Італії в епоху Відродження» (Die Kultur der Renaissance in Italien). Відтоді слова «відродження» та «ренесанс» стали синонімами та загальноприйнятими для позначення переломної доби в історії культури.

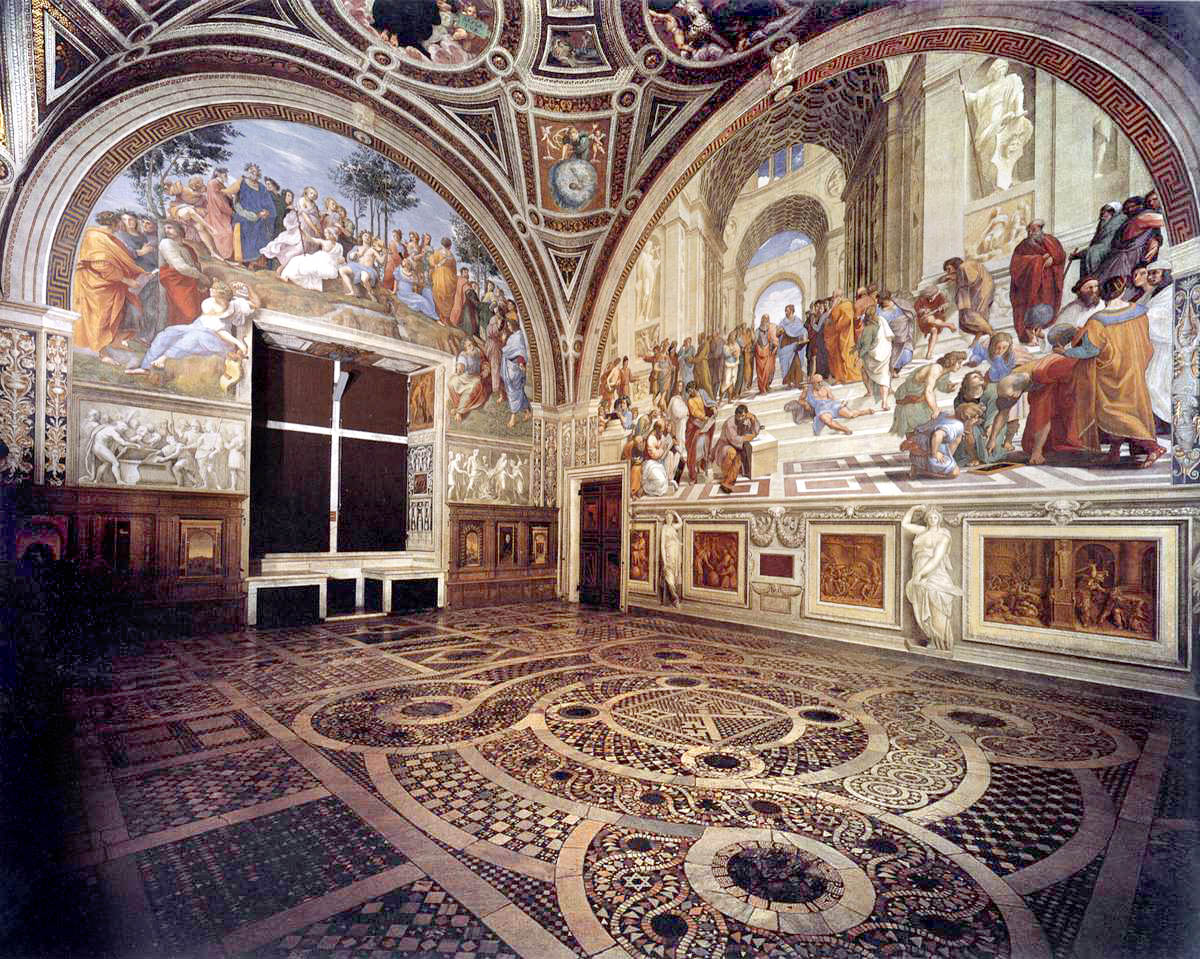
Рафаель Санті. Розписи Станці делла Сеньятура в Апостольському палаці у Ватикані. 1509—1511

## Ідейні основи культури італійського Відродження
Відмінна риса епохи Відродження — світський характер культури, її гуманізм та антропоцентризм, зростання інтересу до античності. Формування нової ренесансної ідеології відбувалося в Італії за відсутності цілісної держави та міжусобних воєн у обстановці боротьби міст-республік за економічну і політичну незалежність і свободи творчої особистості. Проте, традиційній тезі про вирішальне значення економічних факторів: розширення торгівлі та товарно-грошових відносин, розвитку мануфактурного виробництва, нині надають усе меншого значення. Перелом у духовній культурі виник унаслідок природної еволюції релігійного світогляду та розширення уявлень про навколишній світ. Щодо мистецтва очевидно, що античність середньовічні майстри знали й раніше, і навіть використовували форми античного мистецтва у своїх творах, але, згідно з визначенням Вазарі, їх спотворювали і «тільки в Італії кінця XV — початку XVI століття відбулася контамінація — органічне злиття прекрасних форм, створених в античності, з новими ідеями християнського гуманізму та пантеїзму».

## Мистецтво італійського Відродження
Найвідомішими здобутками італійського Відродження є твори образотворчого мистецтва та архітектури. В цю епоху починається процес розмежування видів мистецтва та формування жанрової структури творів. Крім художньої творчості цей період характеризується визначними досягненнями в літературі, музиці, філософії та в різних видах наук. Наприкінці XV століття Італія ще не була окремою державою, але діяльність видатних італійців виявилася неперевершеною аж до 1600-х років. В епоху Відродження Італія була поділена на малі міста-держави та князівства. Італійське Відродження почалося в Тоскані (Центральна Італія), з центром у місті Флоренція, трохи торкнулося Венеції, де відчувався вплив античності через Візантію. Найвищі здобутки художників Відродження пов'язані з Римом, оскільки саме у Вічному місті вони могли відчути безпосередній вплив спадщини античної культури. Італійське Відродження досягло піку на початку XVI століття, а потім, за часів іноземних вторгнень, які занурили Італію в хаос італійських воєн, змінилося мистецтвом маньєризму та бароко. Однак ідеали епохи Відродження пережили свій час і поширилися по всій Європі, вплинувши на північне Відродження і подальшу епоху Просвітництва.
Широко відомі культурні здобутки італійського Ренесансу. Опис літератури епохи Відродження зазвичай починають із творчості Франческо Петрарки. У віршованій збірці сонетів Canzoniere Петрарка оспівує свою любов до Лаури, свою скорботу з приводу втрати коханої. Відомий його сучасник Боккаччо, автор збірки новел «Декамерон», присвяченого темі кохання у різних його видах. Відомі поети XV століття: Луїджі Пульчі (автор Морганту), Матео Боярдо (Закоханий Роланд), Лудовіко Аріосто (Несамовитий Роланд). У XV столітті працювали такі письменники, як поет Поліціано та філософ неоплатонік Марсіліо Фічіно, який багато переклав із латини та грецької. На початку XVI століття письменник Кастільйоне (Книга Царедворця) виклав своє бачення ідеального джентльмена та леді. Італійський мислитель та філософ Макіавеллі виступав прихильником сильної державної влади. Для її зміцнення він допускав застосування будь-яких засобів, що висловив у своїй відомій праці «Державець», опублікованій 1532 року.

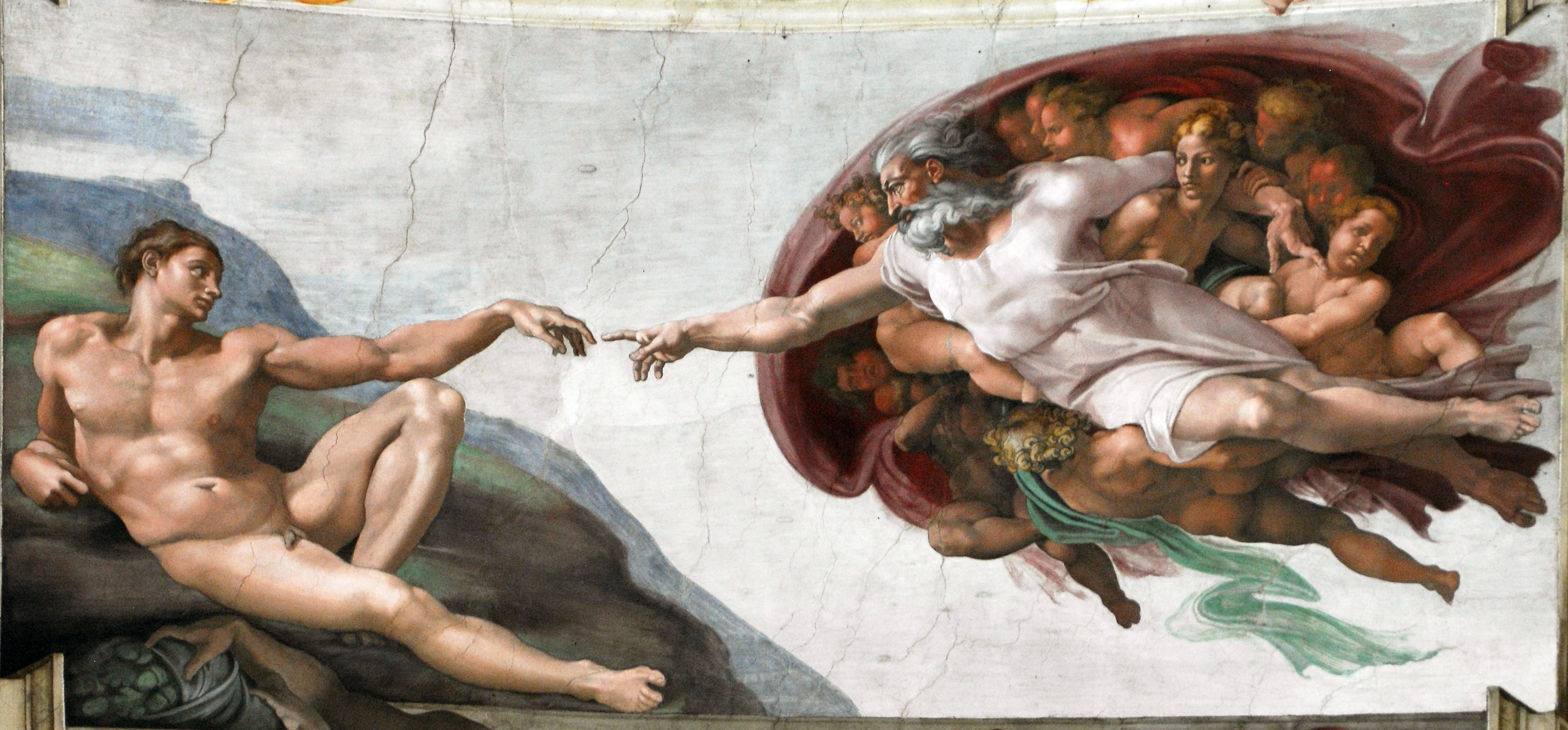
Мікеланджело Буонарроті. Створення Адама. Деталь розпису стелі Сікстинської капели у Ватикані. 1508—1512

Італійський живопис епохи Відродження мав вплив на європейський живопис протягом століть. У цей час там працювали художники Джотто ді Бондоне, Мазаччо, фра Анджеліко, П'єро делла Франческа, Доменіко Гірландайо, Перуджіно, Мікеланджело, Рафаель Санті, Сандро Боттічеллі, Леонардо да Вінчі та Тіціан.
Архітектура італійського Відродження відома за роботами архітекторів Філіппо Брунеллескі, Леона-Баттісти Альберті, Андреа Палладіо та Донато Браманте. Серед їхніх робіт — кафедральний собор Флоренції, собор Святого Петра в Римі, кафедральний собор Темпіо Малатестіано в Ріміні, багато чудових особняків.

## Витоки та передумови

### Північна та центральна Італія у пізньому Середньовіччі

Леонардо да Вінчі. Мона Ліза, або Джоконда. 1503—1505/07. Лувр, Париж

У міру того, як в Італії наближалася епоха Відродження, одна криза за іншою траплялися в Західній Європі. У XIII столітті зазнала невдачі серія релігійних хрестових походів, спрямованих на «звільнення» Єрусалиму (Гробу Господнього) від турків-сельджуків. Послаблювалася влада імператора Священної Римської імперії, яку заснував у X столітті король Оттоном I Великий. У другій половині ХІІІ століття імперія втрачає владу над Італією. Церква, яка ніколи не була такою сильною, як у середні віки, почала поступово втрачати свою непорушність і монолітність. Тривожним симптомом став так званий «Авіньйонський полон пап» (1309—1377), коли натиском французького короля папську резиденцію перенесли з Риму на південь Франції, в Авіньйон. Для сучасників Рим був не лише географічним поняттям, з ним пов'язувалася ідея вічності й непорушності як церковної столиці, так і всієї християнської церкви. Настали часи «Великого розколу», ознаменованого запеклими розбратами в самій папській курії. Після Великого розколу відбувся остаточний поділ церкви на римсько-католицьку церкву на Заході з центром у Римі та Православну — на Сході з центром у Константинополі. Наближалася Реформація, спрямована на реформування католицького християнства відповідно до Біблії.
У пізньому Середньовіччі (близько 1300 року й раніше) регіон Лаціо, колишній центр Римської імперії та Південна Італія були в цілому біднішими, ніж міста на півночі Італії. Рим був містом стародавніх руїн, Папська область була слабко організованою і вразливою для зовнішнього втручання з боку Франції, а згодом і Іспанії. Середня Італія була відсталим, переважно землеробським районом.

італія 1000 року

Сицилія якийсь час була під іноземним пануванням, там господарювали араби, потім нормани. У Сицилії протягом 150 років процвітав мусульманський Сицилійський емірат, два століття там було норманське Сицилійське королівство, потім королівство Гогенштауфенів.
Північні та Центральні райони Італії були багатшими, ніж південні. Цей регіон був одним із найбагатших у Європі. У хрестових походах встановлено міцні торговельні зв'язки з Левантом (країни східної частини Середземного моря — Сирія, Ліван, Ізраїль, Йорданія, Палестина, Єгипет, Туреччина), а четвертий хрестовий похід зробив багато, щоб знищити Візантійську Римську імперію, як суперника венеційців і генуезців.
У разі феодальної роздробленості Італії, за відсутності єдиного державного центру, особлива роль випала економічно розвиненим містам, які досягли високого культурного злету.
Основні торгові шляхи зі сходу проходили через Візантійську імперію, або арабські землі і далі в порти Генуя, Піза та Венеція. Розкішні товари, куплені в Леванті, наприклад, спеції, барвники та шовк, завозилися до Італії, а потім перепродувалися по всій Європі.

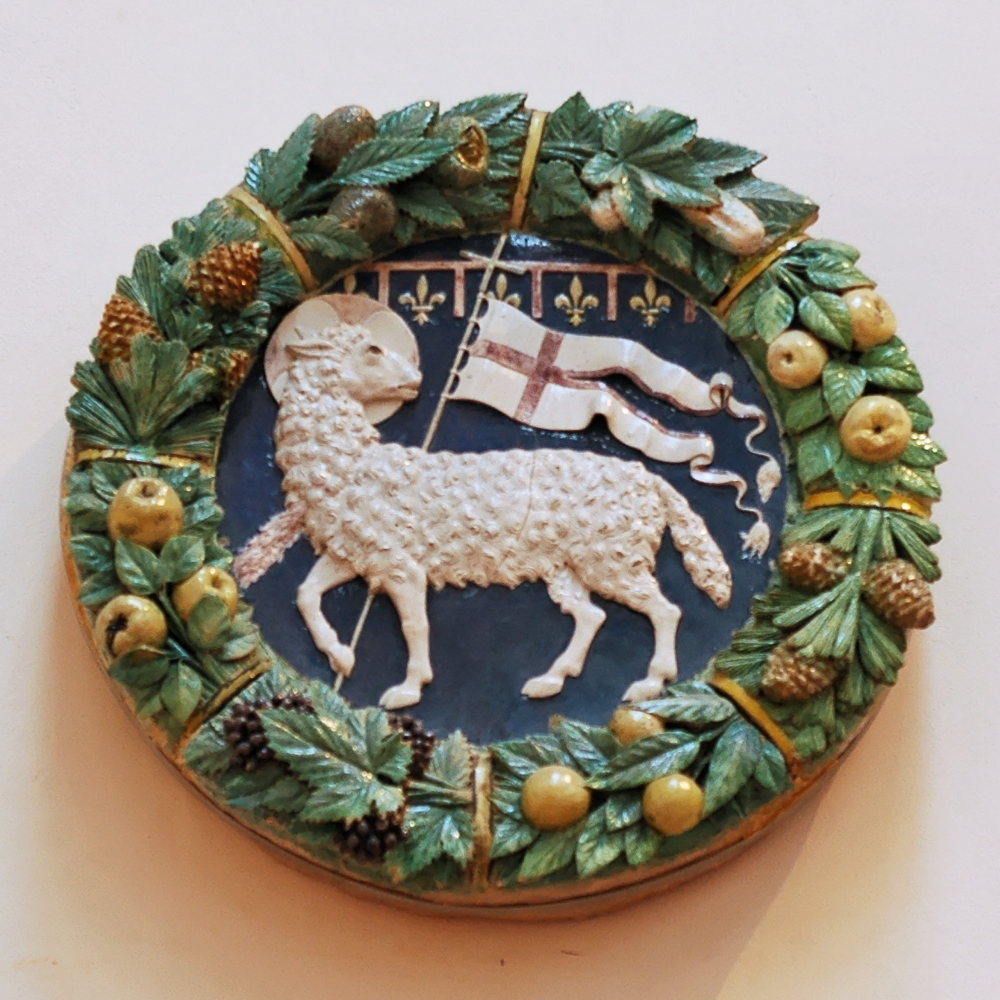
Герб гільдії Arte della Lana. 1487

Міста-держави наживалися також на використанні багатих сільськогосподарських земель у долині річки По. На шампанських ярмарках закуповувалися такі товари, як вовна, пшениця, дорогоцінні метали з Франції та Німеччини. Значна торгівля велася з країнами від Єгипту до Балтійського регіону.
Торгівля в Північній Італії робила країну процвітаючою державою. Флоренція стала одним із найбагатших міст Північної Італії завдяки вовняній текстильній продукції, що вироблялася під контролем торгової гільдії Арте Делла Лана (Arte della Lana).
Італійські торгові шляхи, що проходили по всьому Середземномор'ю та за його межами, були важливими провідниками культури і знань. Вчені, які мігрували до Італії під час і після османських завоювань Візантії у XII—XV століттях, проводили лінгвістичні дослідження епохи Відродження в нещодавно створеній академії у Флоренції та Венеції. Вчені гуманісти розшукували в монастирських бібліотеках стародавні рукописи, вони відновили праці Тацита та інших латинських авторів.

### Тринадцяте століття

Карта Італії близько 1300 року. Королівство Італія складалося з кількох міст-держав, не показаних окремо

У XIII столітті в більшій частині Європи спостерігалося значне економічне зростання. Торгові шляхи з італійських держав пов'язували порти Середземномор'я із портами країн Ганзейської унії — балтійського та північних регіонів Європи. Економіка італійських міст-держав за цей період виросла настільки, що міста де-факто ставали повністю незалежними від Священної Римської імперії. У цей період в економіці італійських держав розвивалася сучасна інфраструктура з акціонерними товариствами, міжнародною банківською системою, валютним ринком та страхуванням. Флоренція стала центром фінансової системи, а її золотий флорин став основною валютою в регіональній міжнародній торгівлі.
У Європі в середні віки панував новий меркантильний правлячий клас, який накопичив свої багатства, експлуатуючи трудящих. Особливістю Високого Середньовіччя у Північній Італії був розквіт міських комун, що вийшли з-під контролю єпископів та місцевих графів. Занепад феодалізму та зростання міст впливали один на одного; так, попит на предмети розкоші привів до збільшення товарообігу, що привело до збільшення кількості багатих торговців, які, своєю чергою, вимагали дорожчих товарів. У цій атмосфері надмірностей виникла потреба у створенні візуальних символів багатства, що дають можливість показувати оточенню свій достаток та смак.
Ці зміни дозволяли торговцям здійснювати контроль над урядами італійських міст-держав, що приводило до розширення виробництва. Чинні в північних районах країни середньовічні закони (проти лихварства, заборони на торгівлю з нехристиянами) заважали розвитку торгівлі. У містах-державах Італії ці закони було скасовано або змінено.

### XIV століття
У XIV столітті сталася низка катастроф, що призвели Європейську економіку до рецесії. В цей час закінчився середньовічний теплий період і почався малий Льодовиковий період. Зміна клімату вплинула на сільськогосподарське виробництво. Зменшилися врожаї, що призводило до голоду, посилюваного швидким зростанням населення. Столітня війна між Англією та Францією підірвала торгівлю по всій Північно-Західній Європі, особливо коли 1345 року король Англії Едуард III відмовився від своїх боргів, що призвело до банкрутства двох найбільших флорентійських банків Барді та Перуцці. Війна на сході порушила торговельні шляхи, імперія Османа почала розширюватися по всьому регіону. Найбільш руйнівний вплив справила чорна смерть, яка косила мешканців густонаселених міст Північної Італії. У Флоренції, наприклад, від чуми населення від 45 000 знизилося протягом наступних 47 років на 25—50 %.

Поширення чорної смерті в Європі у 1347—1353 роках

Саме в цей період нестабільності в Італії жили майстри Відродження Данте та Петрарка. Паростки мистецтва епохи Відродження з'явилися в реалізмі Джотто. Парадоксально, але деякі з цих лих сприяли зародженню епохи Відродження. Чорна смерть викосила третину населення Європи. Внаслідок дефіциту робочої сили збільшувалася заробітна плата, люди почали витрачати більше грошей на предмети розкоші. На початку XV століття захворюваність на бубонну чуму в Європі почала знижуватися, населення знову почало зростати. Новий попит на товари та послуги привів до зростання кількості банкірів, торговців, кваліфікованих ремісників. Жахи чорної смерті та нездатність церкви надавати дієву допомогу спричинили зниження впливу церкви на населення. Розвал банків Барді та Перуцці відкрив сімейству Медічі шлях до правління у Флоренції.
Війни наприкінці XIV століття між Флоренцією та Міланом згуртували народ. Люди вважали війни конфліктами між вільними республіками та деспотичними монархіями, між ідеалами Грецької й Римської республіки та Римської імперії й середньовічних царств. Важливою фігурою у розробці ідеології Відродження був італійський гуманіст, письменник та історик, один із найвідоміших учених — Леонардо Бруні. Часи кризи у Флоренції були періодом, коли творили знамениті майстри раннього Відродження, такі як Гіберті, Донателло, Рафаель та Брунеллескі. Поширювані в цей час у народі республіканські ідеї справили значний вплив протягом усієї епохи Відродження.

## Історія

### Міжнародні відносини

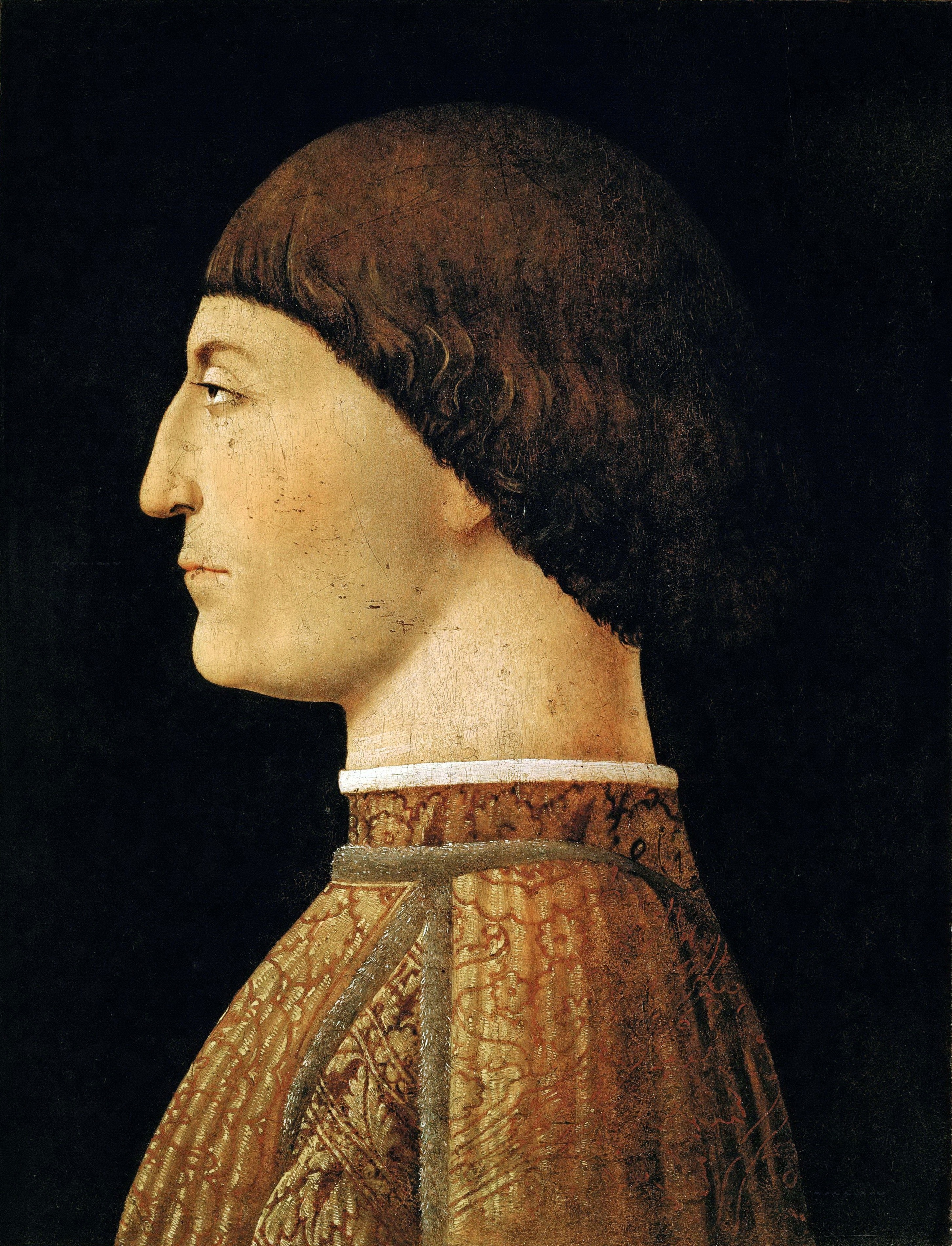
Сиджизмондо Пандольфо Малатеста (1417—1468), лорд Ріміні, робота П'єро Делла Франчески. Малатеста був кондотьєром, якого 1465 року венеційці найняли для боротьби проти турків (безуспішно), був покровителем Леон-Баттісти Альберті, чий кафедральний собор Темпіо Малатестіано в Ріміні є однією з перших класичних будівель епохи Відродження

Північна Італія і верхня Центральна Італія були розділені на безліч ворогуючих міст-держав, наймогутнішими були Мілан, Флоренція, Піза, Сієна, Генуя, Феррара, Мантуя, Верона та Венеція.
У середньовічній Північній Італії довгий час тривала битва за панування між силами папства та Священної Римської імперії. Окремі міста приєднувалися то до однієї зі сторін, то до іншої. В Італії боротьба дрібних областей привела згодом до утворення більших держав верхньої та середньої Італії і майже у всіх містах віддала владу до рук окремих осіб. Це сприяло виникненню культури Відродження, оскільки талановиті люди, усунуті від суспільної та військової діяльності, охоче віддавалися мистецтву та літературі. У ході італійських воєн у Флоренції утвердилося панування Медічі.
Від XIII століття армії складалися переважно з найманців, яких міста-держави, що процвітали, могли наймати. У XV столітті наймогутніші міста-держави завойовували своїх сусідів. Флоренції 1406 року дісталася Піза, Венеція захопила Падую і Верону, герцогство міланське завоювало низку прилеглих областей, зокрема області Павія і Парма.

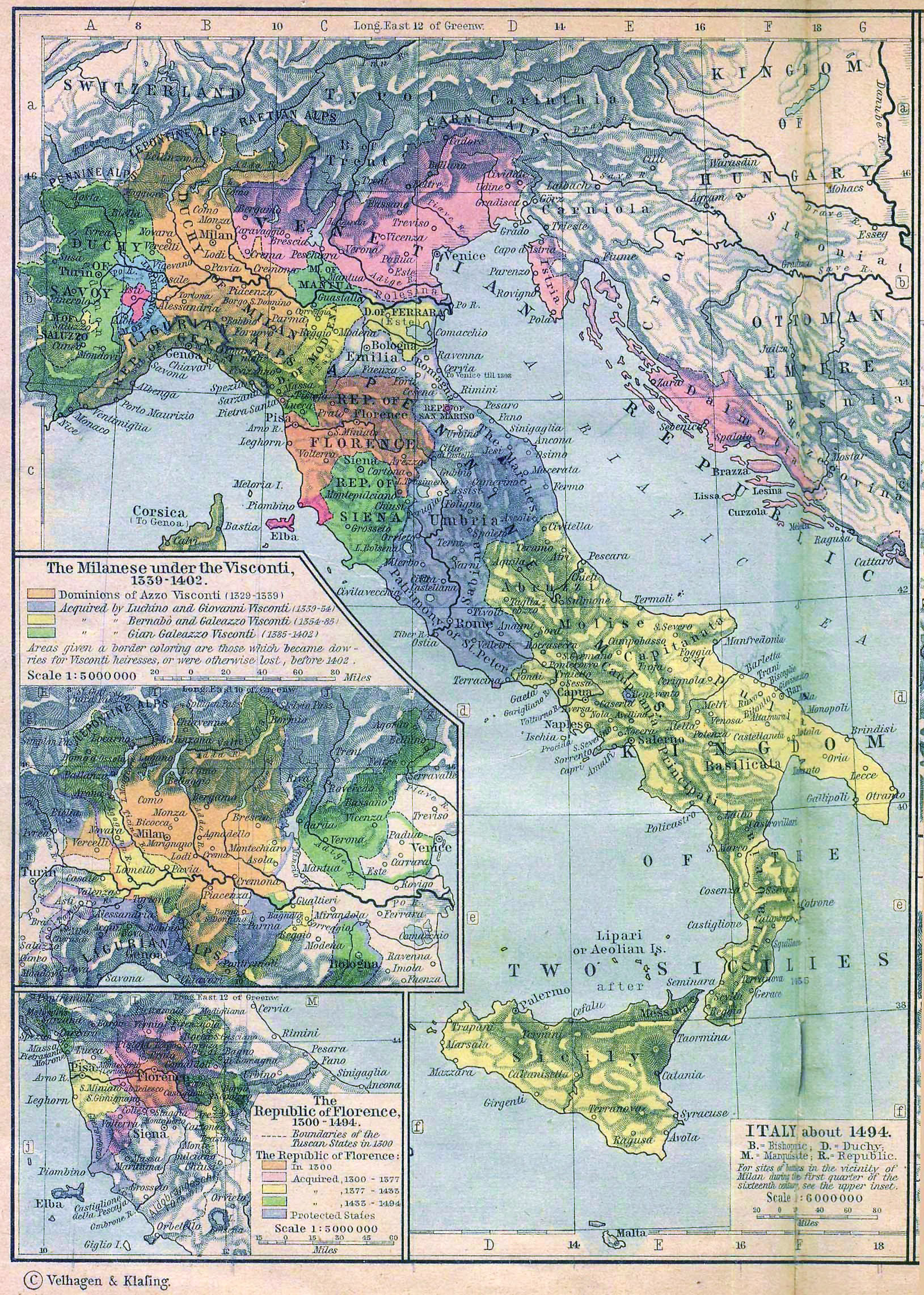
Італія 1454 року після Лодійського миру

Перша частина епохи Відродження бачила майже постійні війни на суші та на морі, коли міста-держави змагалися за першість. На суші війни велися за допомогою армії найманців, відомих як кондотьєри, з усієї Європи, але найчастіше з Німеччини та Швейцарії. Найманці були готові невиправдано ризикувати своїм життям і війни переважно складалися з облог і маневрів із кількома генеральними битвами. Найманці з обох сторін були зацікавлені продовжити будь-який конфлікт, щоб продовжити свою роботу. Вони були постійною загрозою для їхніх працедавців; якщо їм платили, вони воювали проти свого покровителя. Держава повністю залежала від найманців, з їхнього ж боку була спокуса захопити державу, що й відбувалося у ряді випадків.
У море італійські міста-держави посилали флоти на битву. Головними претендентами на першість були Піза, Генуя та Венеція. Венеція виявилася сильнішим противником, і з занепадом генуезької влади в XV столітті Венеція стала переважати на морях.
На суші після десятиліть боротьби між Флоренцією, Міланом та Венецією, ці три держави відклали свої розбіжності і 1454 року погодилися на Лодійський мир. Мирного договору дотримувалися близько 40 років.

### Флоренція при Медічі

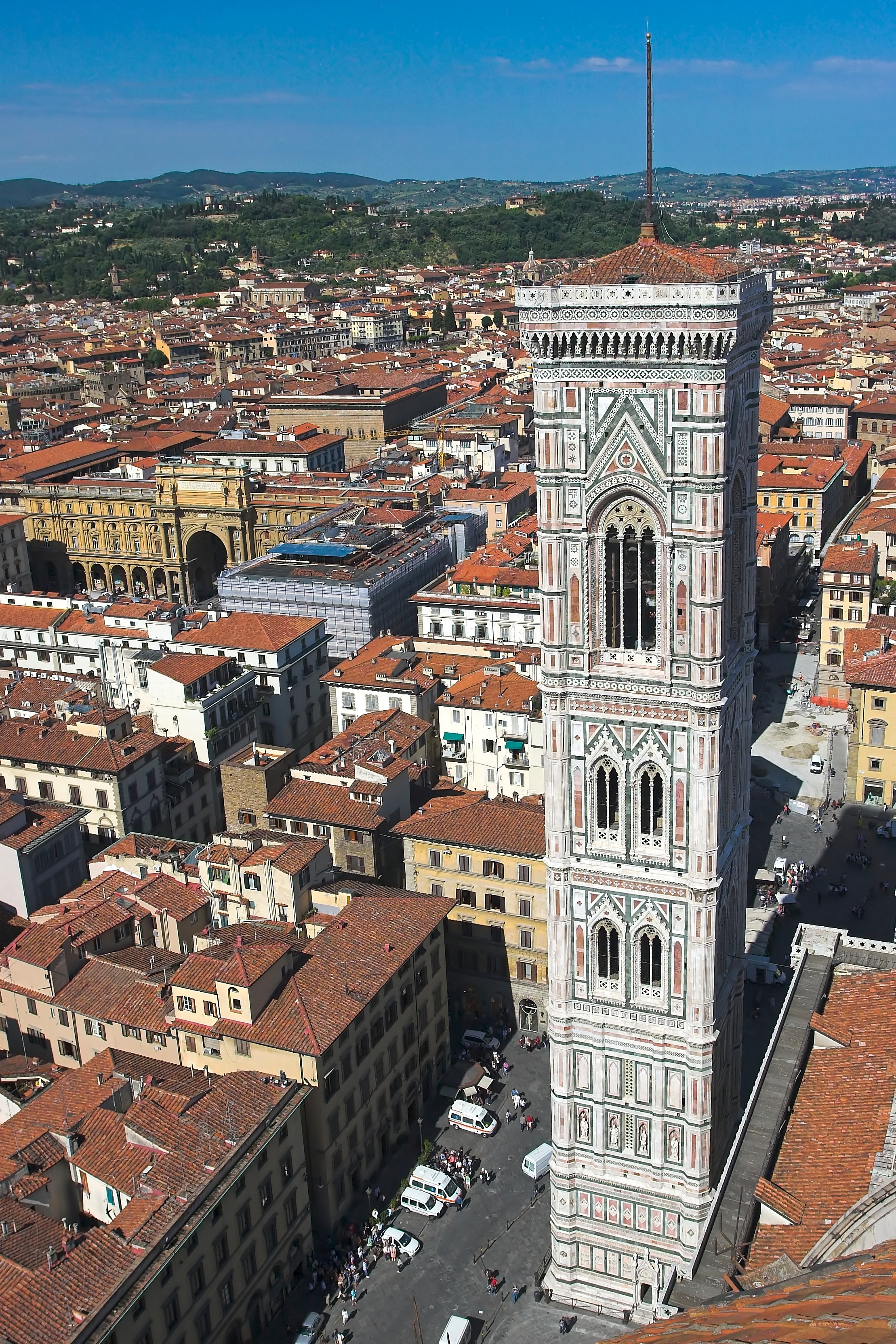
Флоренція. Краєвид із дзвіницею Джотто. 1359

До кінця XIV століття, до правління у Флоренції Медічі, провідним був багатий тосканський рід Альбіцці, який зробив собі статки організацією суконних мануфактур та постачанням вовни. 1293 року прийнято конституцію Флоренції — «Встановлення справедливості». Конституція позбавляла аристократичні феодальні роди політичних та цивільних прав. Шляяхетні сім'ї мали виселитися з міста. Реальна влада переходила до «старших цехів», «жирного народу». Урядом Флоренції ставав орган міського самоврядування — сеньйорія.
У Флоренції будувалися численні палаци, що оточували вілли, процвітало купецтво. 1298 року одна з провідних банківських сімей Європи, Бонсігнорі (Bonsignoris), зазнала банкрутства, внаслідок чого місто Сієна втратило статус банківського центру Європи.
Від 1382 до 1434 року наймогутнішим у Флоренції вважали багатий тосканський рід Альбіцці. Він довгий час на рівних суперничав із родом Медічі. Під час повстання чомпі (1378) будинок Альбіцці спалено, а самі Альбіцці втекли. Від 1382 року вони фактично очолювали уряд Флоренції. 1434 року владу Альбіцці скинув Козімо Медічі, самі Альбіцці покинули Флоренцію[джерело не вказане 1043 дні].

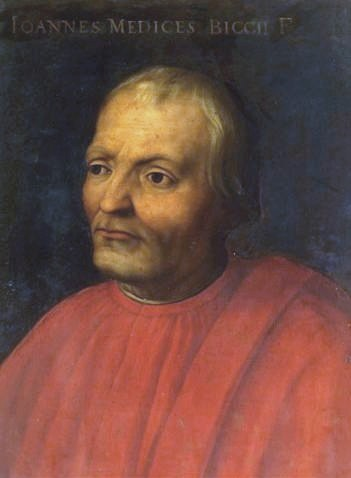
Крістофано дель Альтіссімо. Джованні Медічі. Близько 1500

Медічі керували найбільшим у Європі банком Медічі, а також багатьма іншими підприємствами у Флоренції та інших місцях. На початку XV століття Джованні Медічі досяг вищих посад, а 1434 року його син Козімо, скориставшись невдоволенням народу шляхтою за часті війни і важкі податки, захопив у свої руки владу. Відтоді до кінця століття родина Медічі керує республікою і набуває гучної популярності підтримкою всіх напрямів Ренесансу. Козімо Медічі був дуже популярним серед городян, переважно, за стабільність та процвітання міста. Одним із його найважливіших досягнень були переговори про Лодійський мир із Франческо Сфорца, що закінчує десятиліття війни з Міланом. Козімо був також важливим покровителем мистецтв.

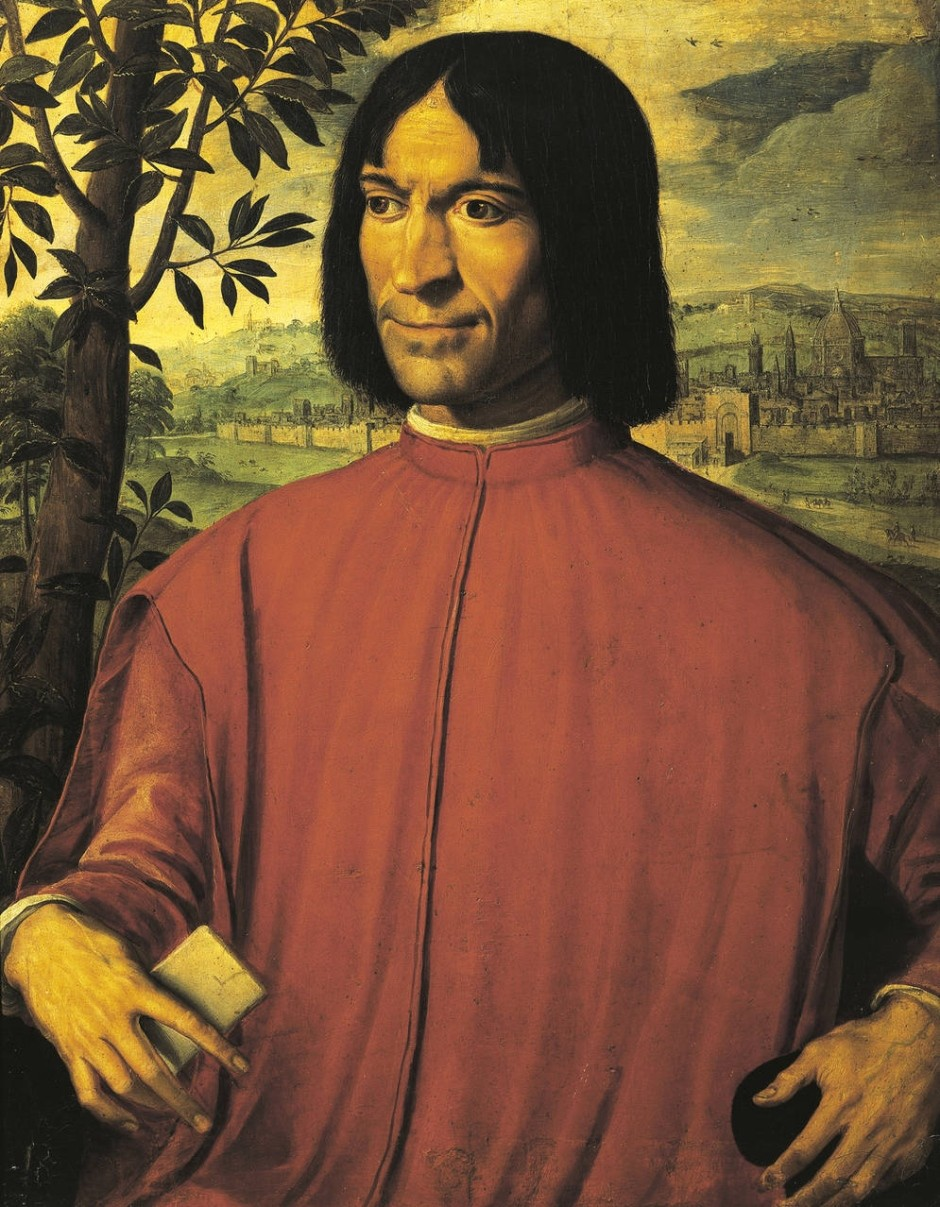
Джіроламо Мачієтті. Лоренцо де Медічі. XVI століття

За сина Козімо, П'єро ді Козімо, популярність Медічі зменшилася: проти них було укладено змову, яка хоч і закінчилася невдачею, але втягла Флоренцію у війну з Венецією.
1469 року кермо влади перейшло до 21-річного онука Козімо — Лоренцо, відомого як «Лоренцо Пишний». Лоренцо був першим із сім'ї, кого змалку виховували в гуманістичних традиціях і відомий як один з основних покровителів мистецтв Ренесансу. За Лоренцо Медічі було закріплено створення нової Ради сімдесяти, на чолі якої був сам Лоренцо. Лоренцо був менш успішним у бізнесі, ніж його уславлені предки, і комерційна імперія Медічі поступово розмивалася. Лоренцо продовжив союз із Міланом, але стосунки з папою зіпсувалися, і 1478 року папські агенти в союзі зі сім'єю Пацці організували замах на Лоренцо. Змова серед флорентійських патриціїв та їхніх прихильників не вдалася, проте молодшого брата Лоренцо, Джуліано, було вбито. Вбивство не призвело до війни з папством, але було використано як виправдання для подальшої централізації влади в руках Лоренцо. Змова Пацці і вбивство Джуліано тільки посилило вплив Медічі.

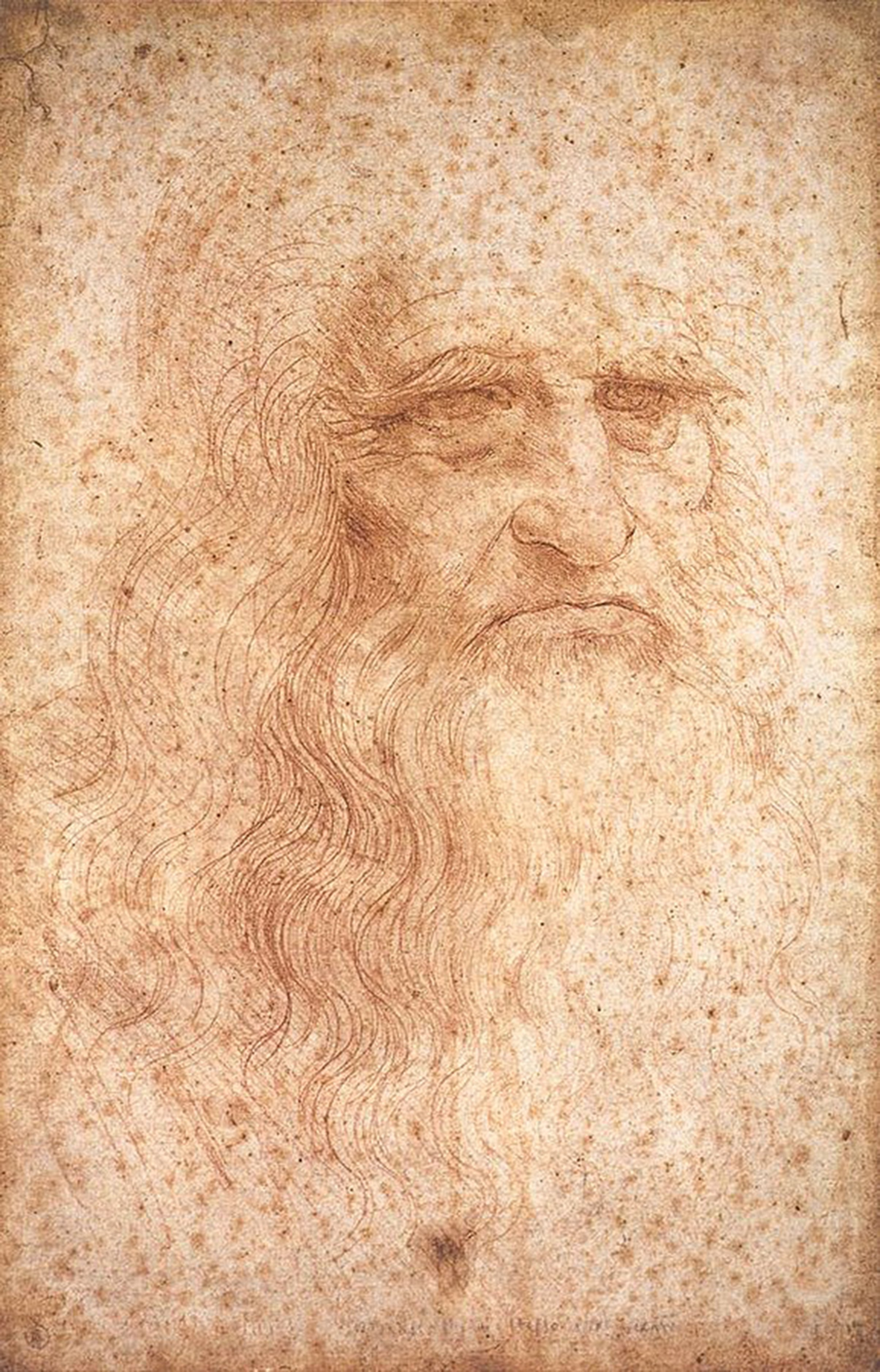
Леонардо да Вінчі, майстер італійського Ренесансу

### Поширення ідей
У середньовіччі мистецтво вважалося ремеслом. У ньому переважала якась практична мета. Так, церковні будинки були покликані привести людину ближче до Бога і зміцнити її у вірі. Це було особливо помітно у готичному стилі, що характеризується вражальними структурами. До будівельника та художника ставилися як до ремісників.
Таке ставлення до мистецтва змінилося в епоху Відродження. Саме тоді погляд на образотворче мистецтво став частиною інтелектуального бачення. Мистецтво вперше в історії почало пов'язуватися з теорією краси. Цей взаємозв'язок між інтелектом і мистецтвом гуманісти знайшли в працях Платона та Арістотеля. Ці грецькі мислителі істотно впливали на теорію мистецтва епохи Відродження.
Відроджені ідеї Ренесансу поширювалися з Флоренції до сусідніх держав Тоскани, таких як Сієна та Лукка. Тосканська культура, особливо література, невдовзі стала взірцем для всіх держав Північної Італії та Тоскани. 1447 року до влади в Мілані прийшов Франческо Сфорца. Середньовічне місто стало перетворюватися на великий центр мистецтва й науки, який привабив Леоне-Баттісту Альберті. Венеція була одним із найбагатших міст, оскільки контролювала Адріатичне море. Вона також стала центром культури Відродження, особливо архітектури.
У невеликих містах, таких як Феррара, Мантуя під керуванням Гонзаг, Урбіно під керуванням Федеріко да Монтефельтро виникло меценатство. Неаполь у добу Відродження перебував під патронажем Альфонсо I, котрий завоював його 1443 року і заохочував художників, таких як Франческо Лаурана й Антонелло да Мессіна, та письменників, таких як поет Якопо Саннадзаро й учений-гуманіст Анджело Поліціано.
1417 року папський престол повернувся до Риму, але колишні імперські міста протягом перших років епохи Відродження залишалися бідними і значною мірою перебували в руїнах. Велика трансформація почалася за папи Миколая V, який став понтифіком 1447 року. 1458 року вчений-гуманіст Енея Сільвія Пікколоміні став папою Пієм II. Поступово папство підпало під контроль багатих сімей, таких, як Медічі та Борджія. Дух Ренесансного мистецтва та філософії став домінувати у Ватикані. Папа Сікст IV замовив будівництво Сікстинської капели. Папи стали світськими правителями у папській державі.
Характер Ренесансу змінився наприкінці XV століття. Керівний клас та аристократія повністю прийняли ренесансний ідеал. В епоху раннього Ренесансу багато хто з провідних художників нижнього або середнього класу стали аристократами.

### Населення

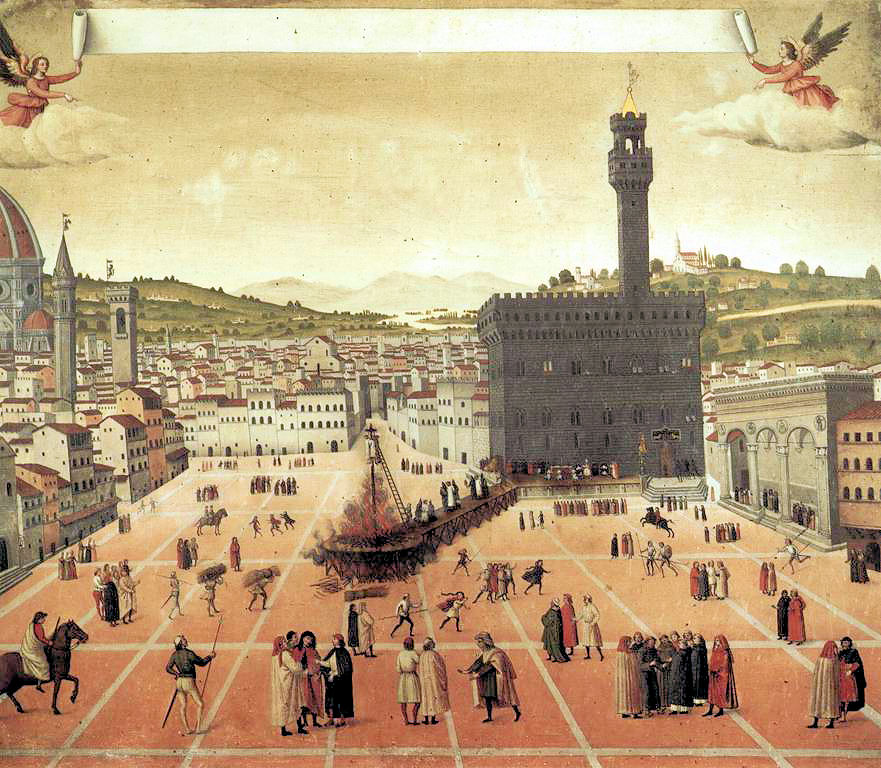
Спалення Савонароли 1498 року

Як культурний рух, італійське Відродження торкнулося лише незначної частини населення. Італія була найурбанізованішим регіоном Європи, але три чверті людей були ще сільськими жителями. Для цієї частини населення життя залишалося практично незмінним від Середньовіччя. Класичний феодалізм ніколи не був визначальним у Північній Італії, більшість селян працювали на приватних фермах або як здольники.
Різні ситуації спостерігалися в містах. Там жила аристократія середньовічного королівства. Ця група людей склала прошарок покровителів майстрів культури. Члени міської еліти були готові платити великі гроші за дворянський титул чи право на свій герб. Під ними перебував клас ремісників та членів гільдії, які жили комфортним життям та мали значний вплив у республіканських урядах. Все це становило різкий контраст із рештою Європи, де ремісники були нижчим класом. Грамотні та освічені, ці люди дійсно брали участь у розвитку культури в епоху Відродження. Найбільшу групу міського населення становили малокваліфіковані робітники та безробітні. Як і на селян, епоха Відродження на них вплинула мало. Керівний клас контролював у сотні разів більший дохід. Деякі історики вбачають у цьому нерівному розподілі багатств сприяння епосі Відродження, оскільки мистецтво перебуває під патронажем дуже багатих людей.

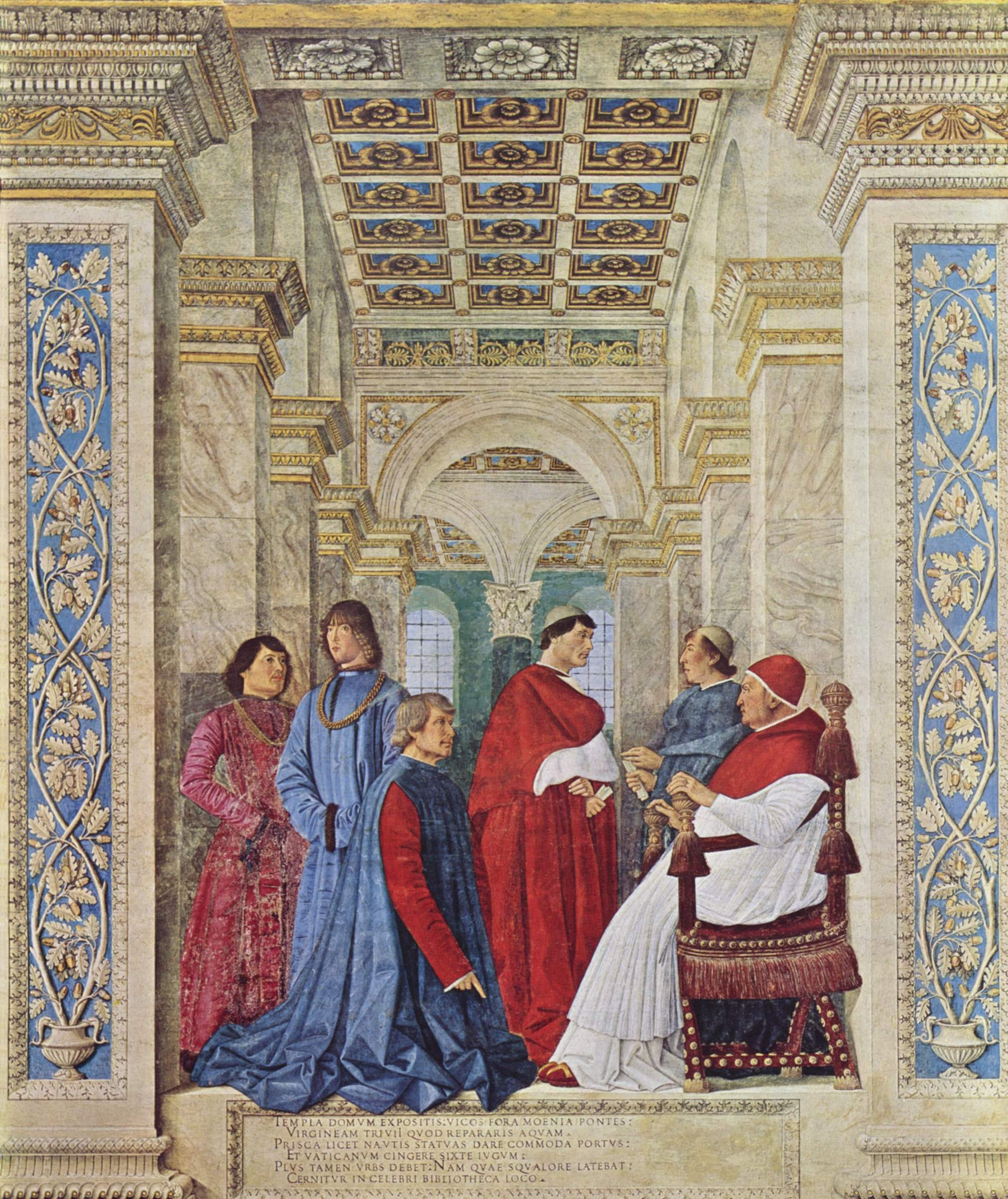
Мелоццо та Форлі. Папа Сікст IV призначає Бартоломео Платіну префектом Ватиканської бібліотеки, 1477

Для середньовічної людини все життя від народження до смерті регулювалися християнською вірою. Вірою визначалася і поведінка людини. В епоху Відродження люди стали ставитися до цього менш відповідально. Численні відгуки сучасників показують, що в добу Рафаеля парафіяни могли розмовляти під час меси або пройти через церкву. У церкві люди могли їсти, пити, танцювати, грати в азартні ігри та жебракувати. Церковні будинки використовували як склади.
У містах Італії значну частину населення становило духовенство. За різними оцінками, населення Флоренції 1427 року становило близько 38 000 осіб. Серед них було близько 300 священників та понад 1100 ченців. Згодом кількість священників зросла. Між духовенством і мирянами не було значних відмінностей, священики могли працювати, наприклад, мулярами чи бути військовими.
Більшість пап епохи Відродження вели спосіб життя світських князів. Реконкіста, а потім розширення Папської курії, здавалося, були їхнім головним завданням. Папська курія була призначена переважно для отримання щонайбільшого доходу. Багаті папи та кардинали ставали покровителями мистецтва та архітектури, взявши на себе ініціативу з будівництва архітектурних пам'яток.
Роль пап, як покровителів мистецтва, збільшилася у XV столітті. Оскільки папи після 1309 залишилися в Авіньйоні (всі папи в 1309—1378 роках були французами), то Рим залишався архітектурно слаборозвиненим містом, у порівнянні з іншими великими містами Італії. Надалі папа Миколай V заснував бібліотеку Ватикану. Папа Сікст IV вжив рішучих заходів щодо прикрашання Риму. Він розпочав великий проєкт із модернізації та реконструкції Риму, розширення його вулиць та знесення старих будівель. Папа спонсорував роботу над Сікстинською капелою. Папа Юлій ІІ був покровителем мистецтв. Його наступник, Лев X, відомий покровительством Рафаеля.

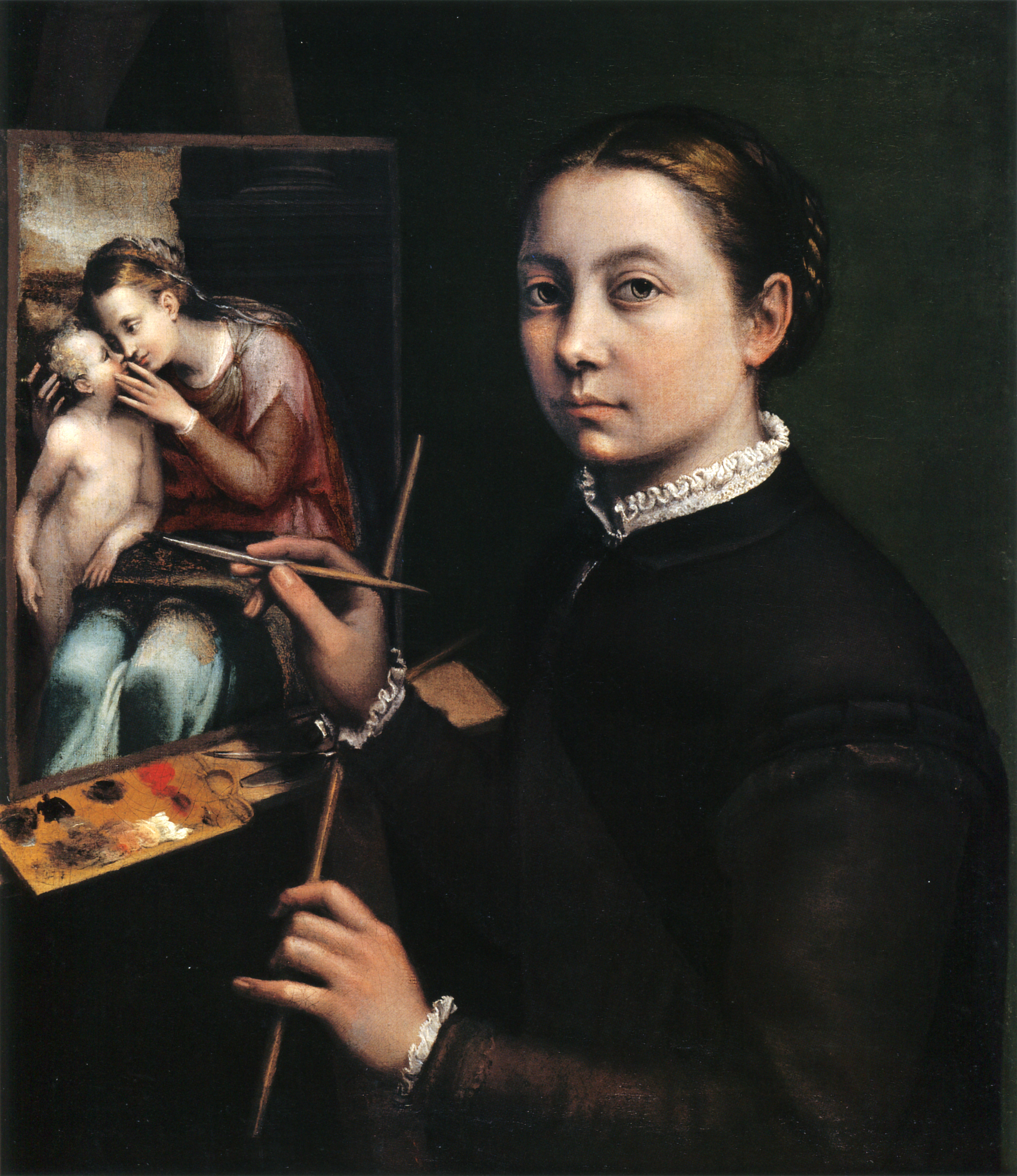
Софонісба Ангвіссола, автопортрет, 1556

Британський історик культури Пітер Берк свого часу склав список із 600 відомих письменників, учених та художників, які визначили образ італійського Відродження. Серед цих людей він назвав лише трьох жінок: поетес Вітторія Колонна, Вероніка Гамбара та Туллія д'Арагона. Серед науковиць-гуманісток він відзначив Ізотту Ногаролу. В добу Відродження вченість жінок розцінювалася, як щось неприродне, і навіть, як у випадку з Ізоттою Ногаролою, пов'язувалася з особливим способом життя (ніколи не виходила заміж і неодноразово підкреслювала власну цноту, релігійну самотність). Від XVI століття серед відомих письменників та художників побільшало жінок, серед них перша відома художниця епохи Ренесансу Софонісба Ангвіссола та художниця болонської школи Лавінія Фонтана.
Відродження не було періодом великих соціальних чи економічних потрясінь, воно стосувалося лише культурного й політичного розвитку. Деякі історики, такі як Роджер Осборн стверджували, що «Ренесанс є складним поняттям, оскільки історія Європи абсолютно несподівано перетворюється на історію італійського живопису, скульптури та архітектури».

### Пізніше Відродження

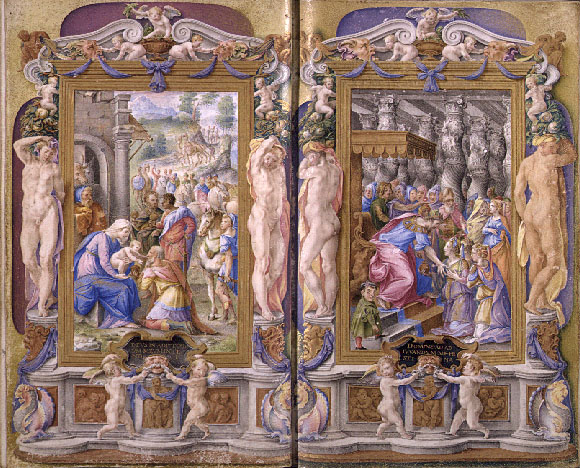
Джуліо Кловіо, Поклоніння волхвів і Соломон, обожнюваний царицею Савською, 1546

Закінчення епохи Відродження розмите в часі. Для багатьох воно збіглося з приходом до влади у Флоренції аскетичного ченця Джироламо Савонароли. У 1494—1498 роках процвітання незалежних міст сходило нанівець. Тріумфальне повернення до влади Медічі відзначило початок останньої фази в мистецтві під назвою маньєризм.
Медічі повернули до влади великих князів Тоскани, але зустрічний рух церкви продовжувалися. 1542 року сформовано Святу інквізицію. Через кілька років створено Індекс заборонених книг. Найвизначнішим просвітителем італійського Високого Відродження у цей час був Джуліо Кловіо. Він прославився чудовими мініатюрами, якими, на замовлення володарів, знатних осіб та багатих монастирів, прикрашав молитовники, богослужбові книги та інші рукописи.

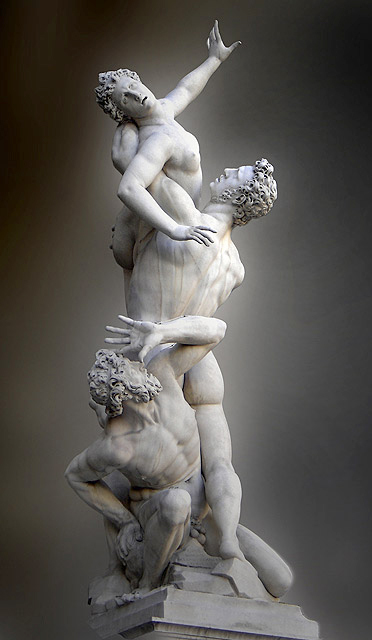
Джамболонья. Викрадення сабінянок. 1574—1582. Флоренція, Лоджія Ланчі

Не менш важливим для відродження був кінець політичної стабільності, пов'язаний з італійськими війнами, що тривали в країні протягом кількох десятиліть. Вони почалися 1494 року зі вторгнення Франції, яке призвело до масштабних руйнувань на півночі Італії та завершилося втратою незалежності багатьох міст-держав. Найруйнівнішим було пограбування Рима іспанськими та німецькими військами 1527 року. Внаслідок цього папств не могло підтримувати мистецтво та архітектуру.

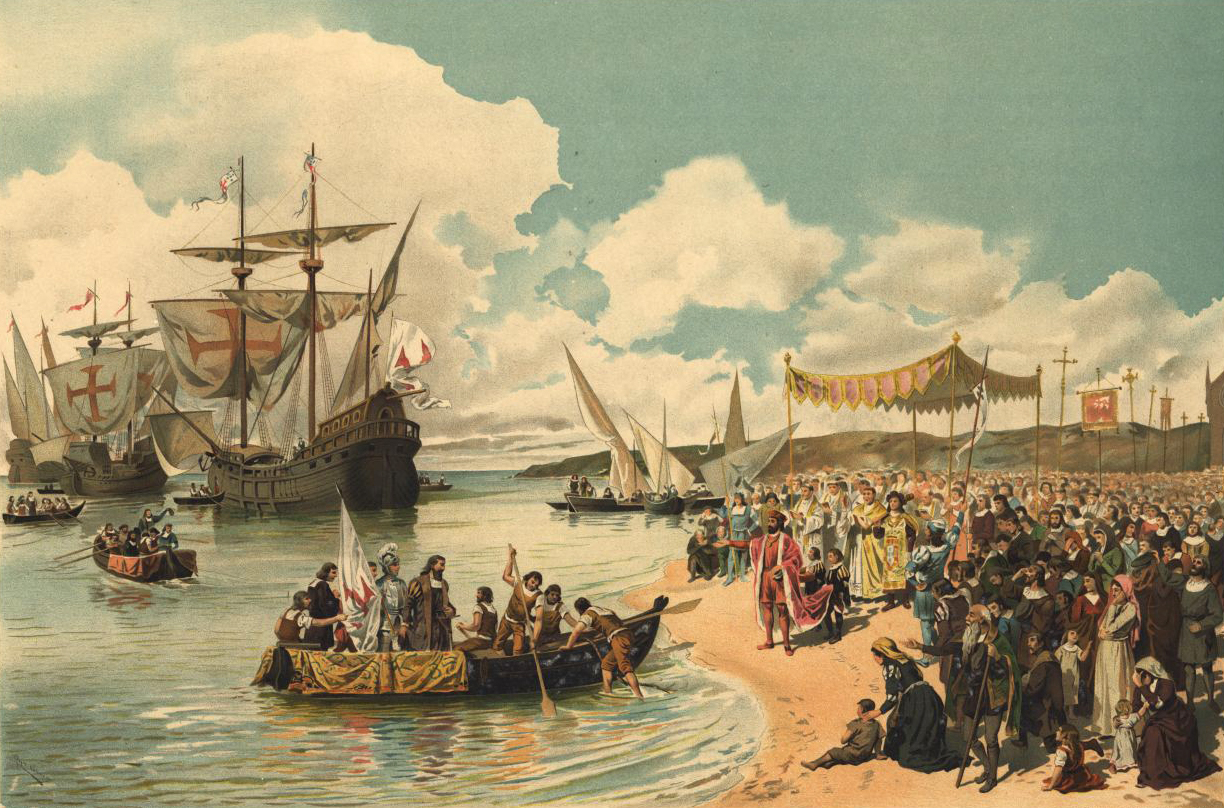
Альфредо Роке Ґамейро. Відплиття Васко да Гами до Індії.

Низка італійських художників віддали перевагу еміграції з країни. Найяскравішим прикладом є Леонардо да Вінчі, який 1516 року поїхав до Франції. Інших італійських художників запрошували на роботу до Франції. Вони створювали палац Шато-де-Фонтенбло в стилі італійського Ренесансу (Приматіччо та Бенвенуто Челліні), у школі Фонтенбло працювали італійські художники.
Король Франциск I запрошував до Франції відомих італійських художників Леонардо та Мікеланджело, який не відгукнувся на запрошення короля, архітекторів Віньолу та Серліо, ювеліра Челліні, який у Фонтенбло створював на замовлення Франциска знамениту салієру.
Із Фонтенбло новий стиль маньєризм перекочував до Антверпена, а звідти — поширився всією Північною Європою.
Розширювалися найважливіші торгові шляхи середземноморської Європи. 1498 року Васко да Гама досяг Індії, відтоді основний маршрут товарів зі Сходу проходив через Атлантику в порти Лісабона, Севільї, Нанта, Бристоля і Лондона.

### Література та поезія

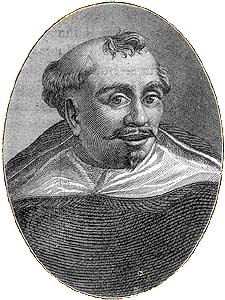
Портрет Маттео Банделло (1485—1561)

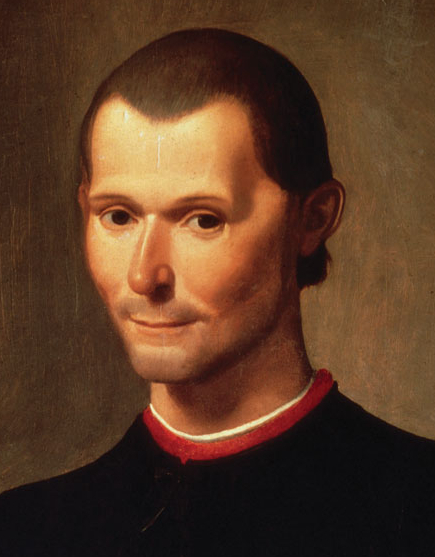
Нікколо Макіавеллі (1469—1527), автор «Державця» та прототипова людина епохи Відродження. Деталь з портрета пензля Санті ді Тіто

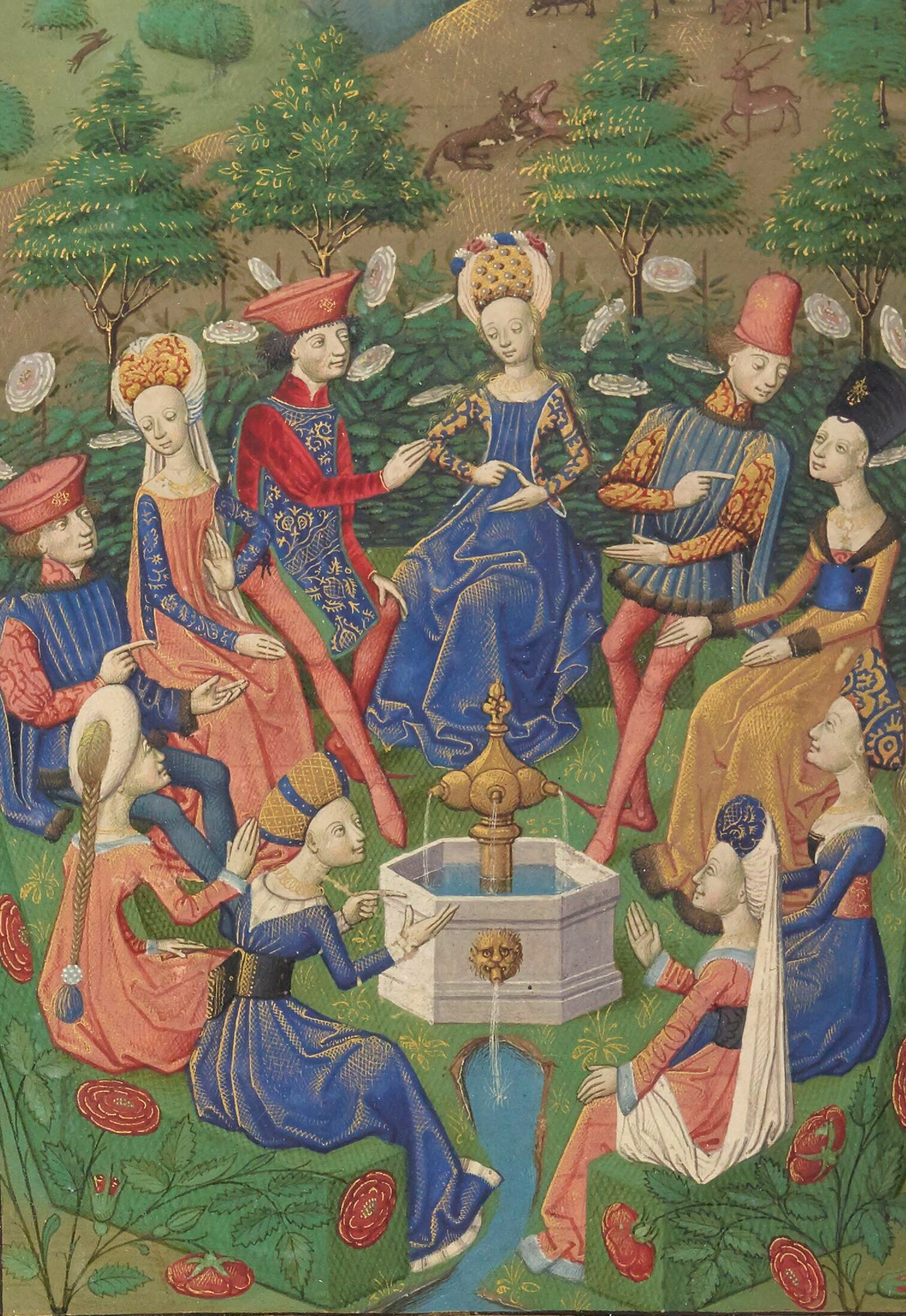
Оповідачі Декамерона. Мініатюра XV ст.

### Філософія

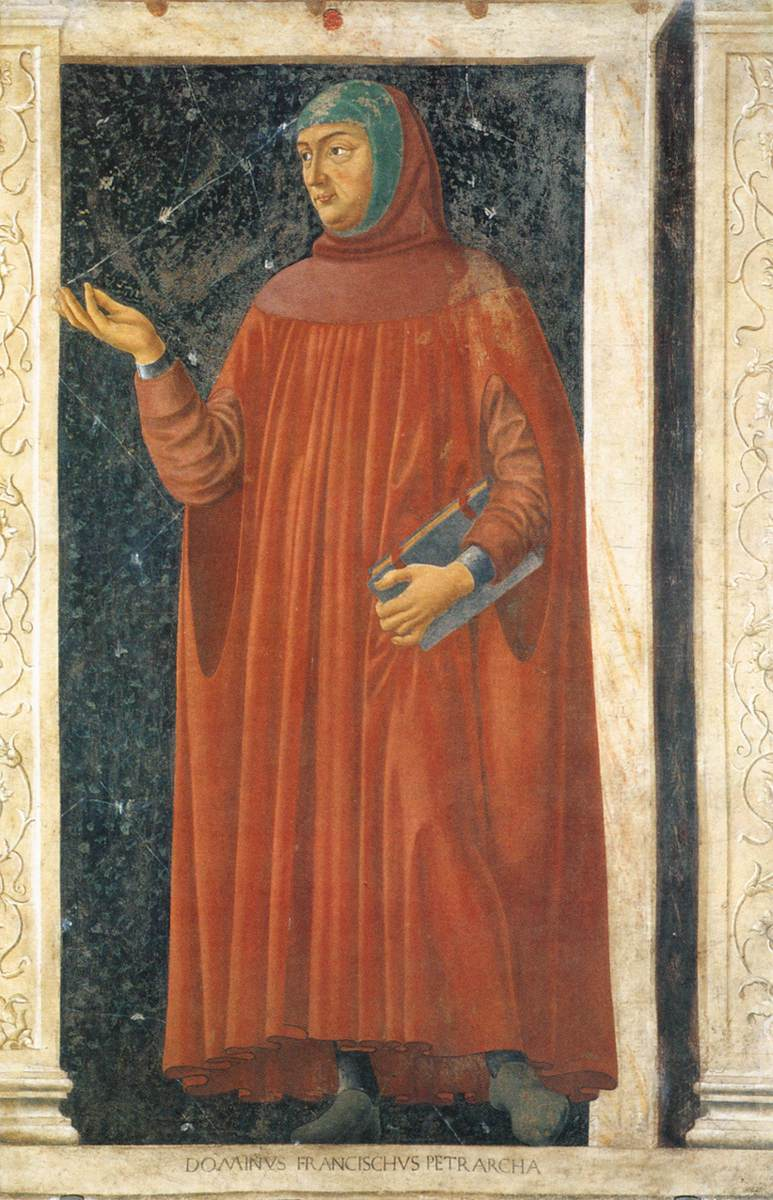
Петрарка, з Циклу знаменитих чоловіків і жінок. Галерея Уффіці, Флоренція, Італія. Художник Андреа дель Кастаньйо (бл. 1423—1457)

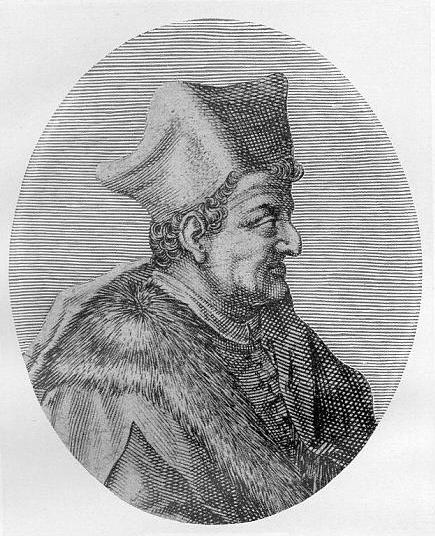
Портрет Лоренцо Валли

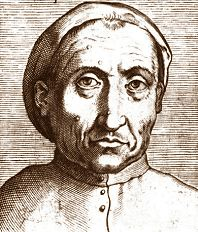
П'єтро Помпонацці. XVI ст.

### Наука

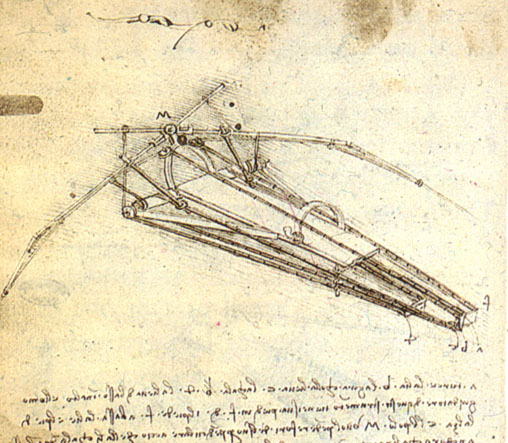
Леонардо да Вінчі. Креслення літальної машини

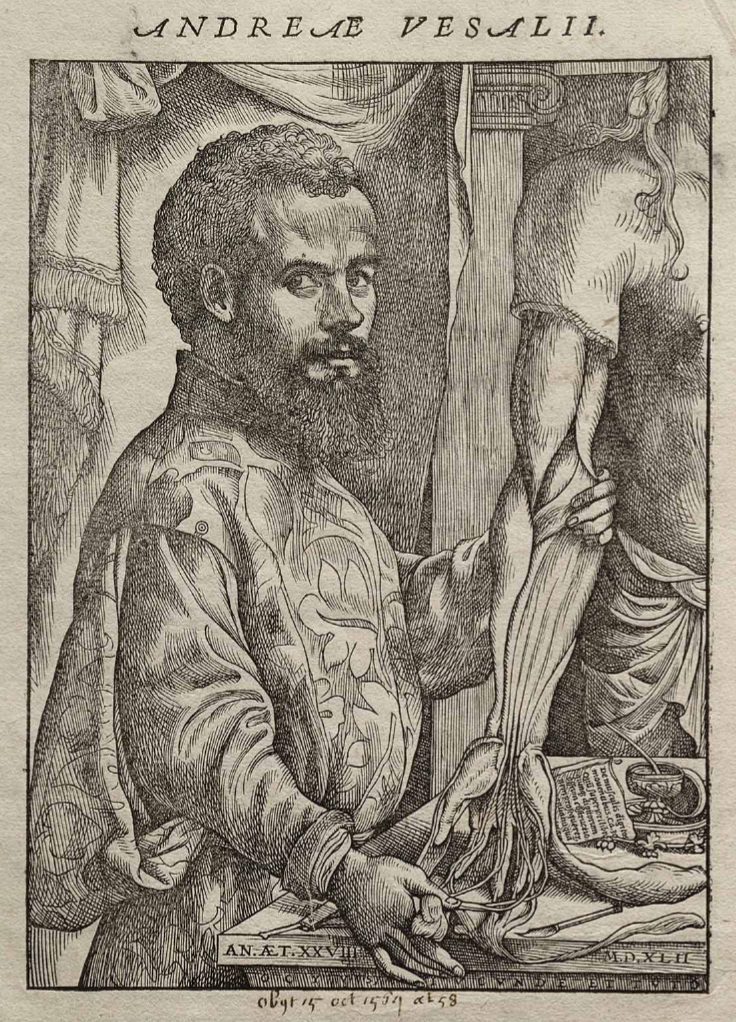
Андреас Везалій (1543)

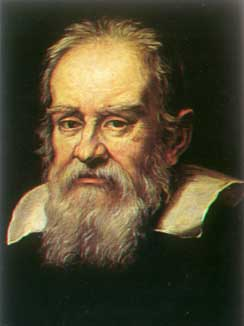
Галілео Галілей

### Скульптура та живопис

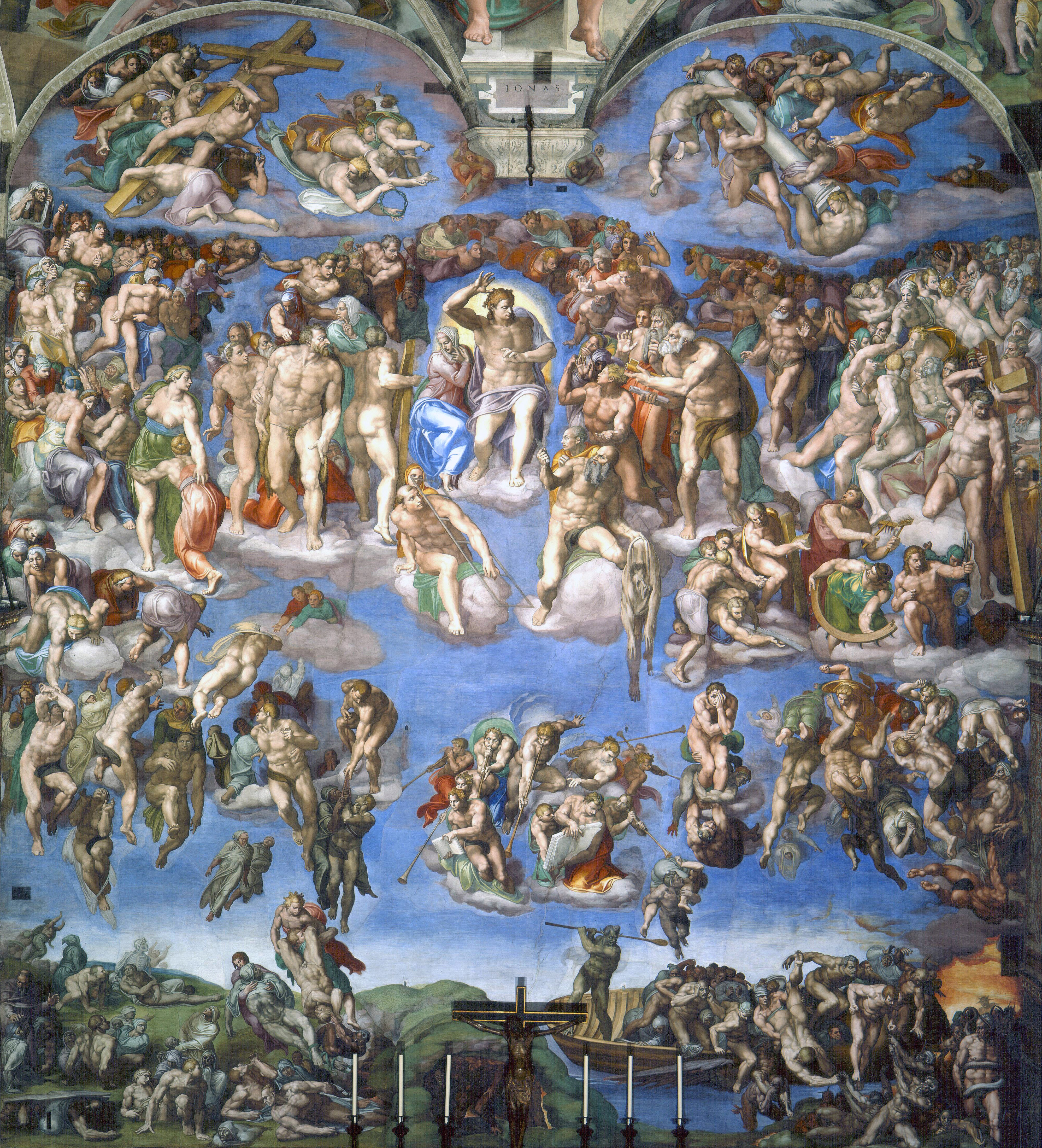
Мікеланджело. Страшний суд

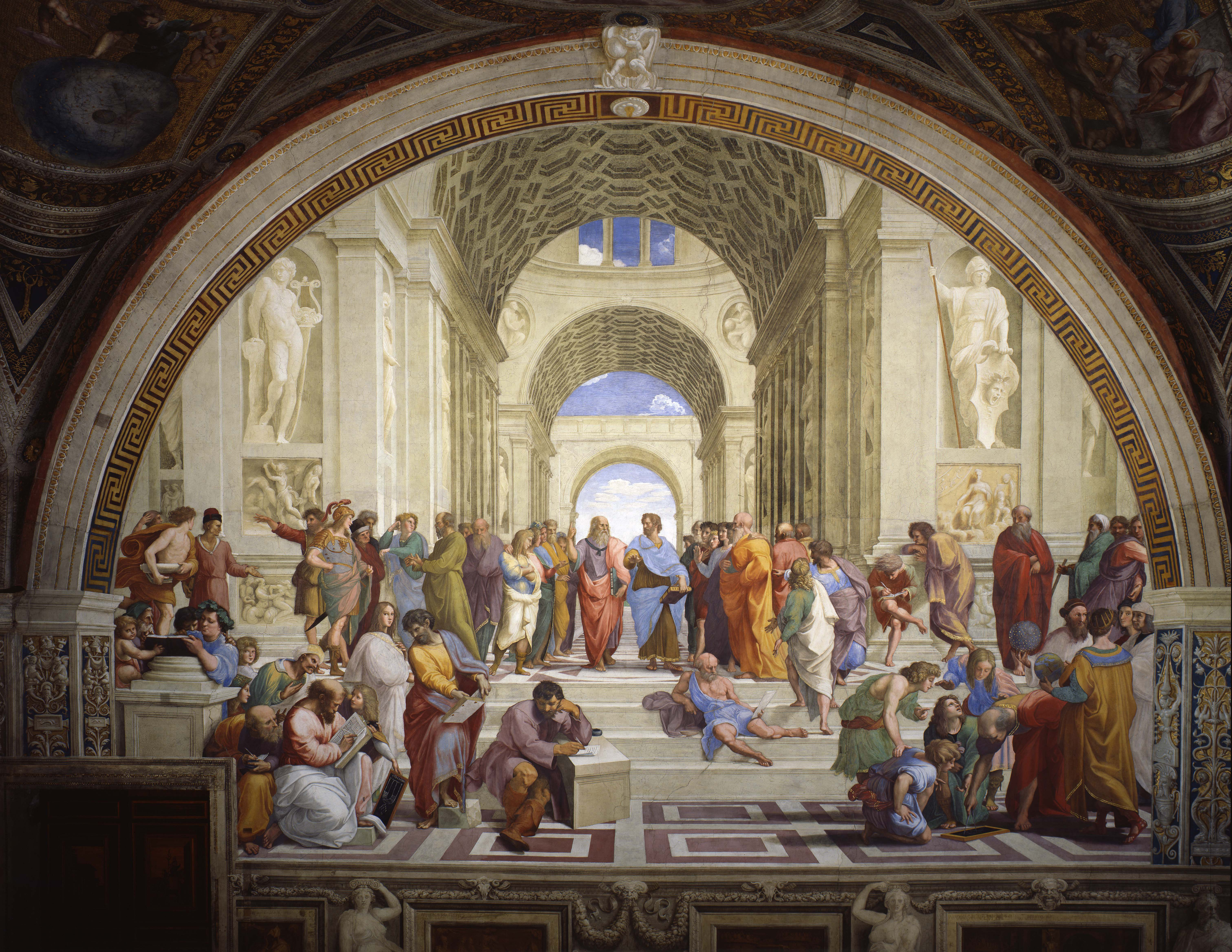
Рафаель. Афінська школа

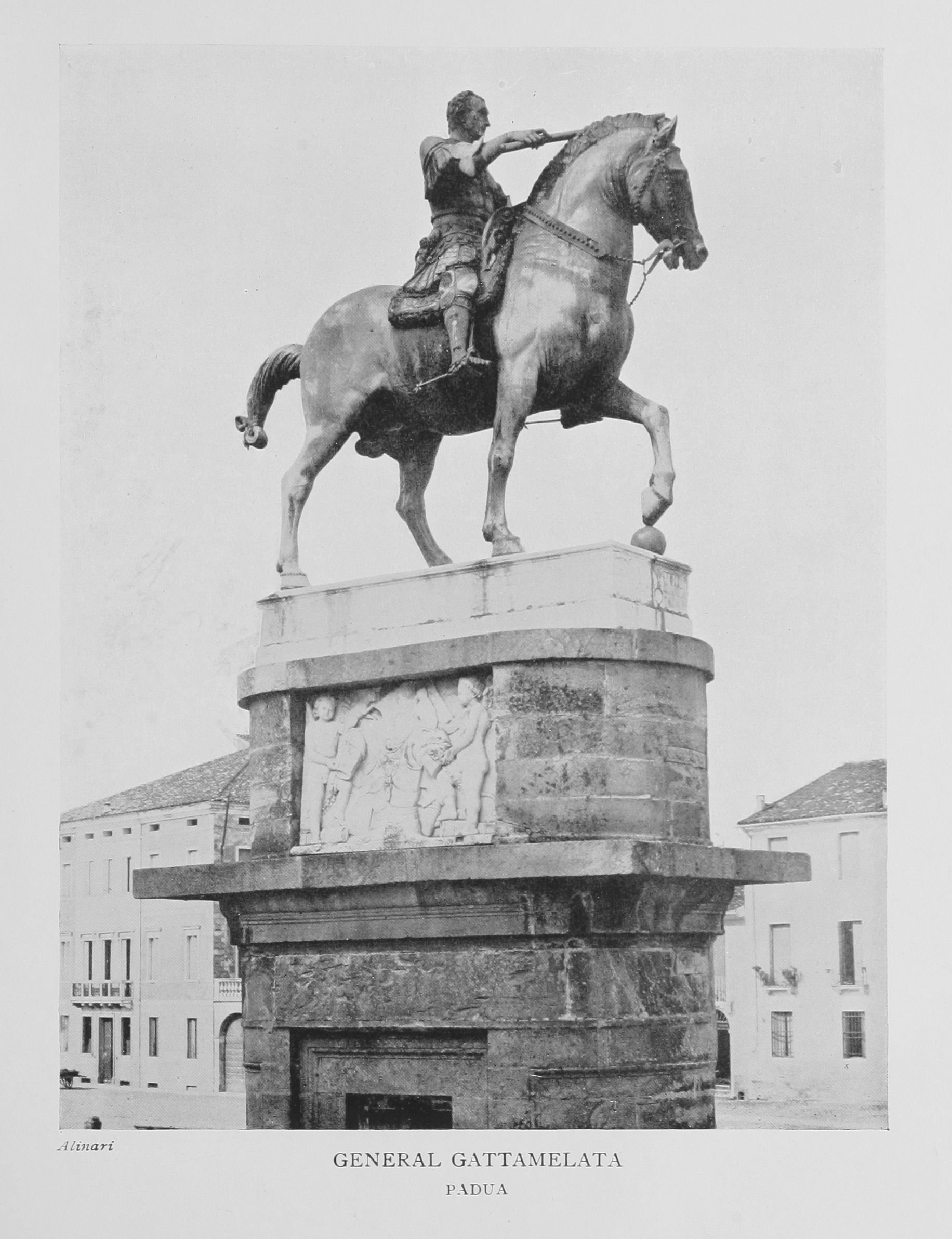
Донателло. Пам'ятник Гаттамелаті

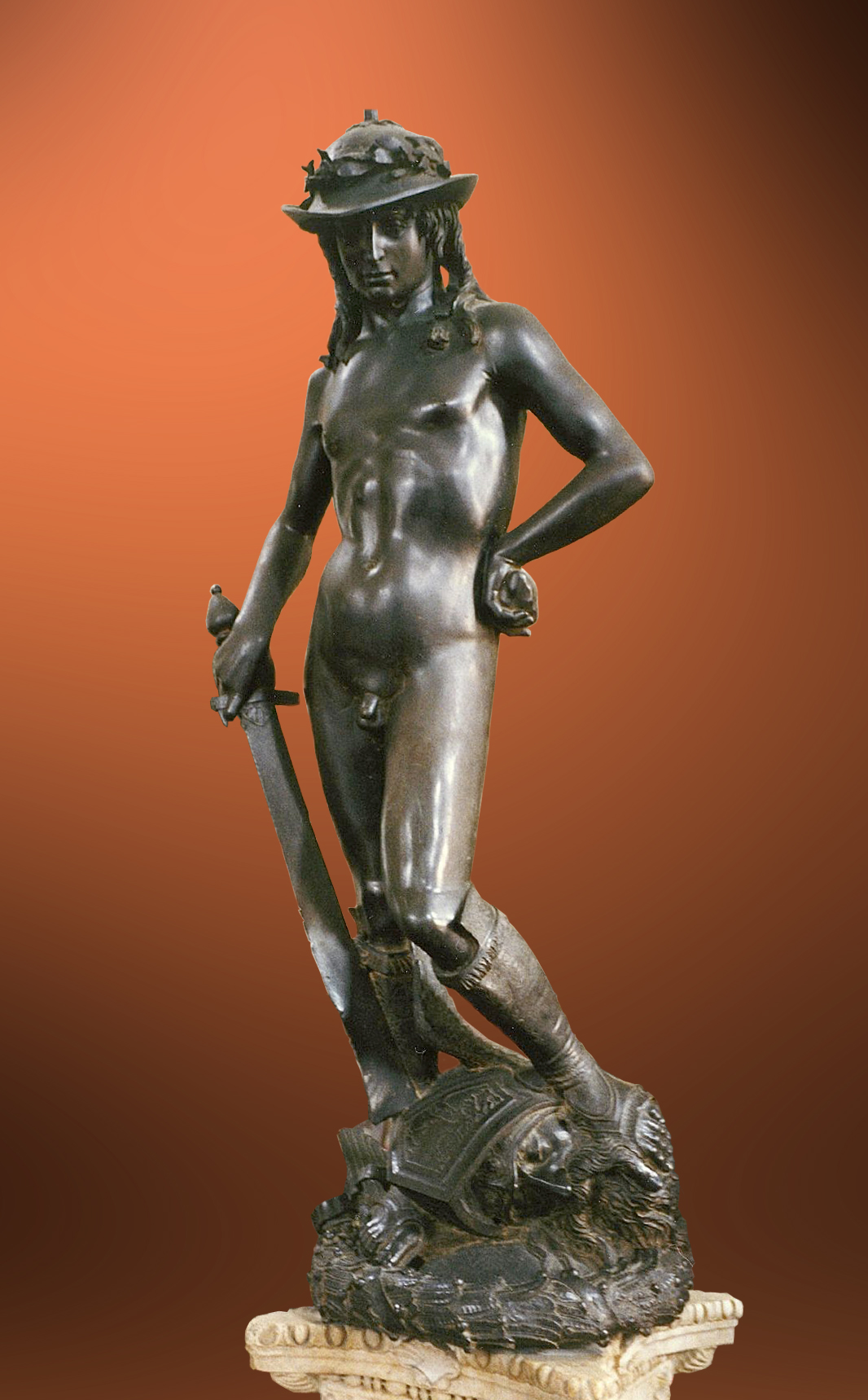
Давид. Скульптура Донателло. 1428—1432

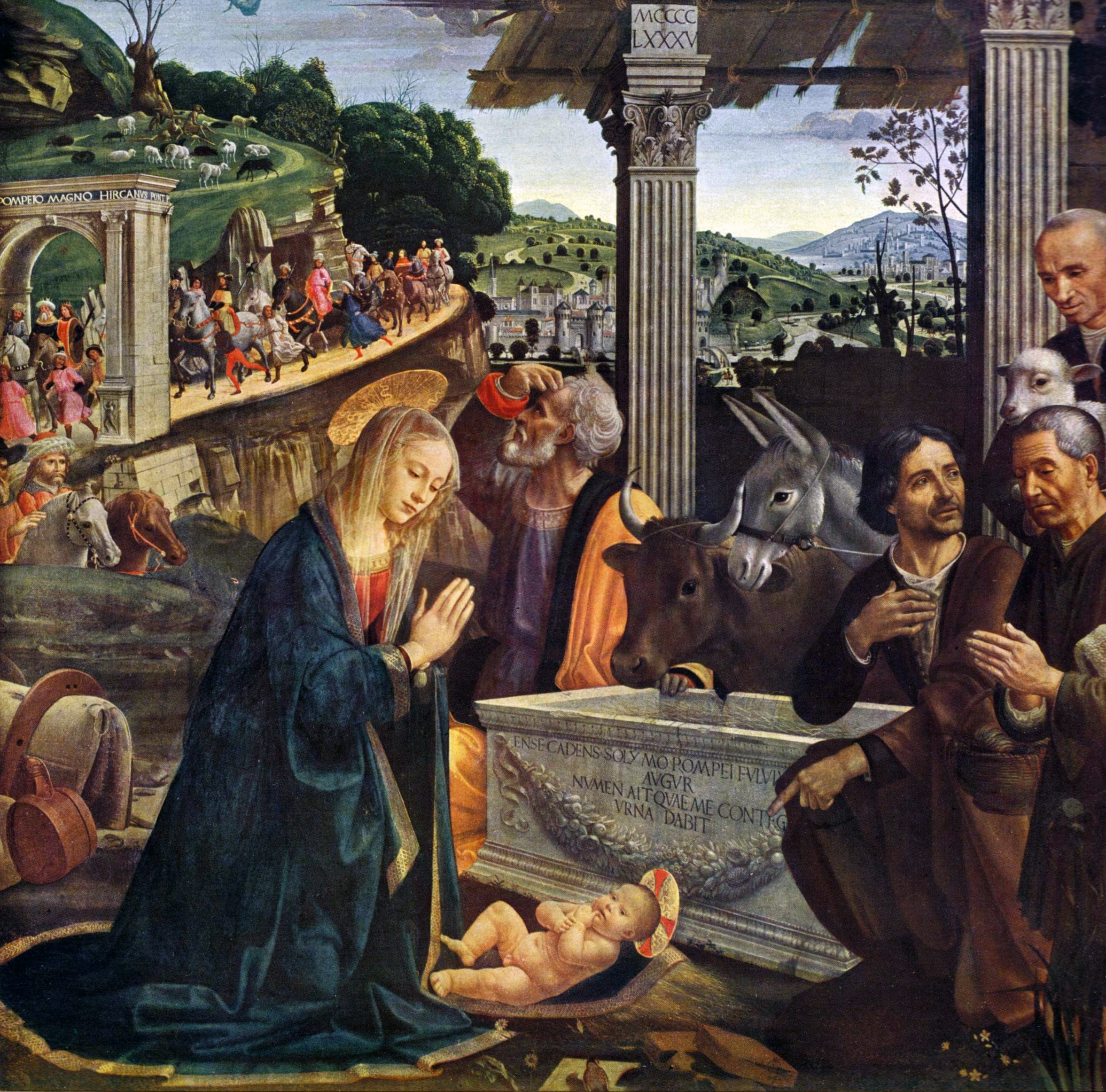
Гірландайо. Вівтар Сассетті

### Архітектура

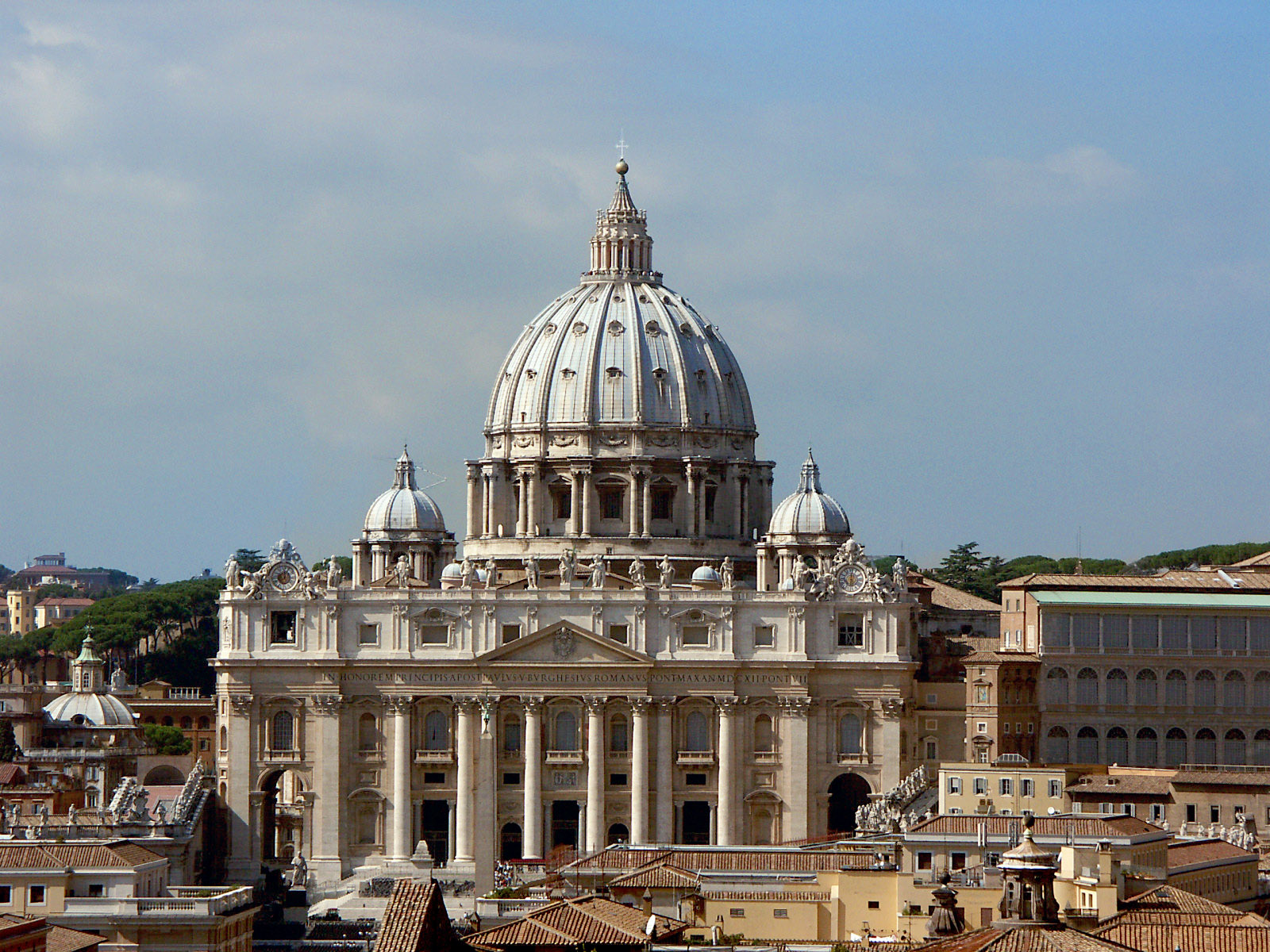
Собор Святого Петра. Купол собору споруджено 1590 року за проєктом архітектора, живописця та поета Мікеланджело Буонарроті

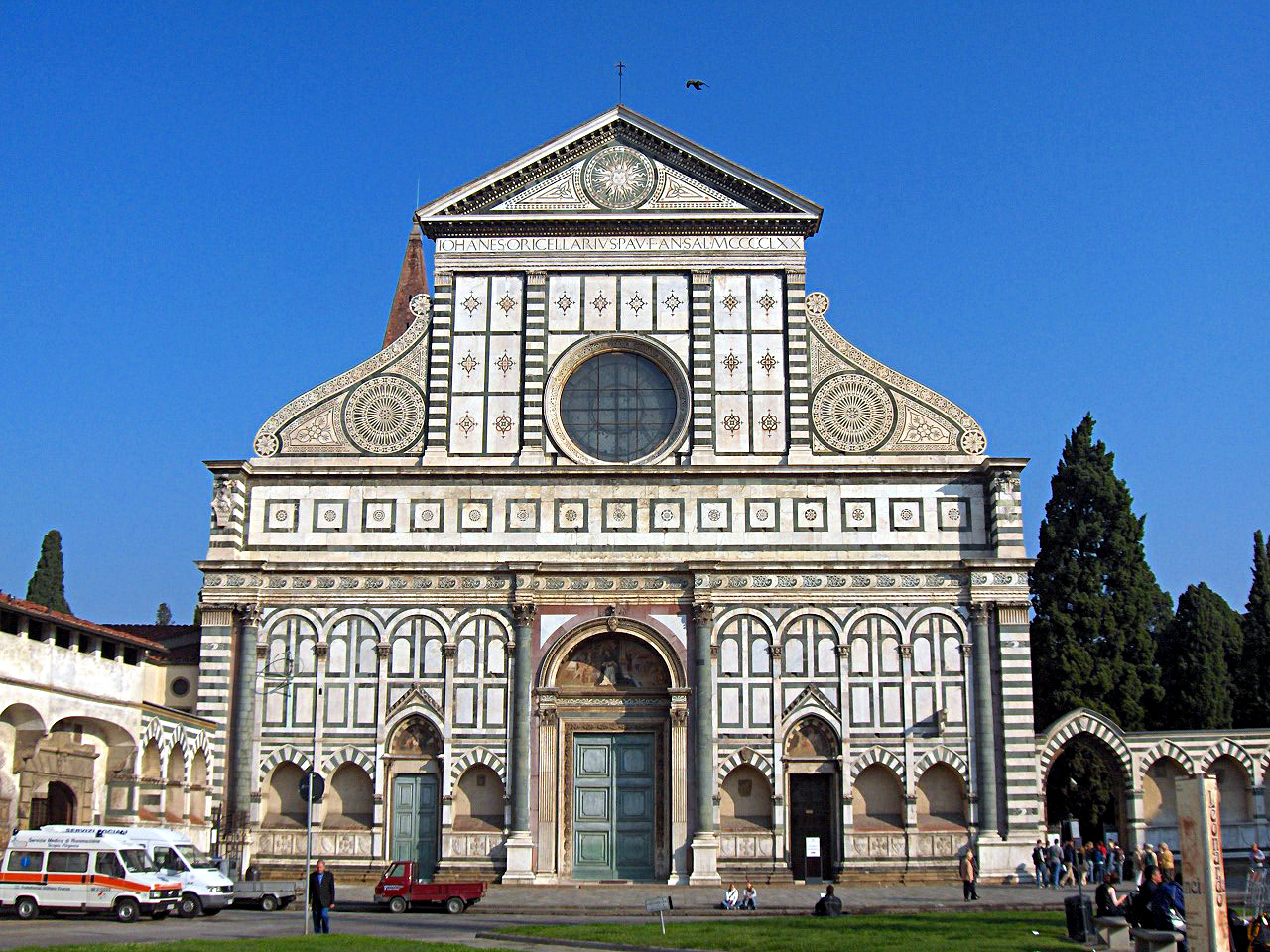
Фасад церкви Санта-Марія-Новелла, 1470

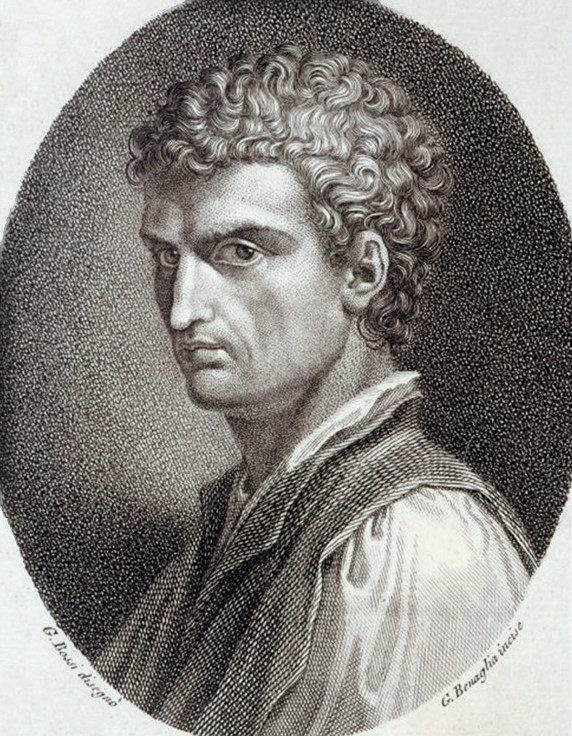
Леон-Баттіста Альберті

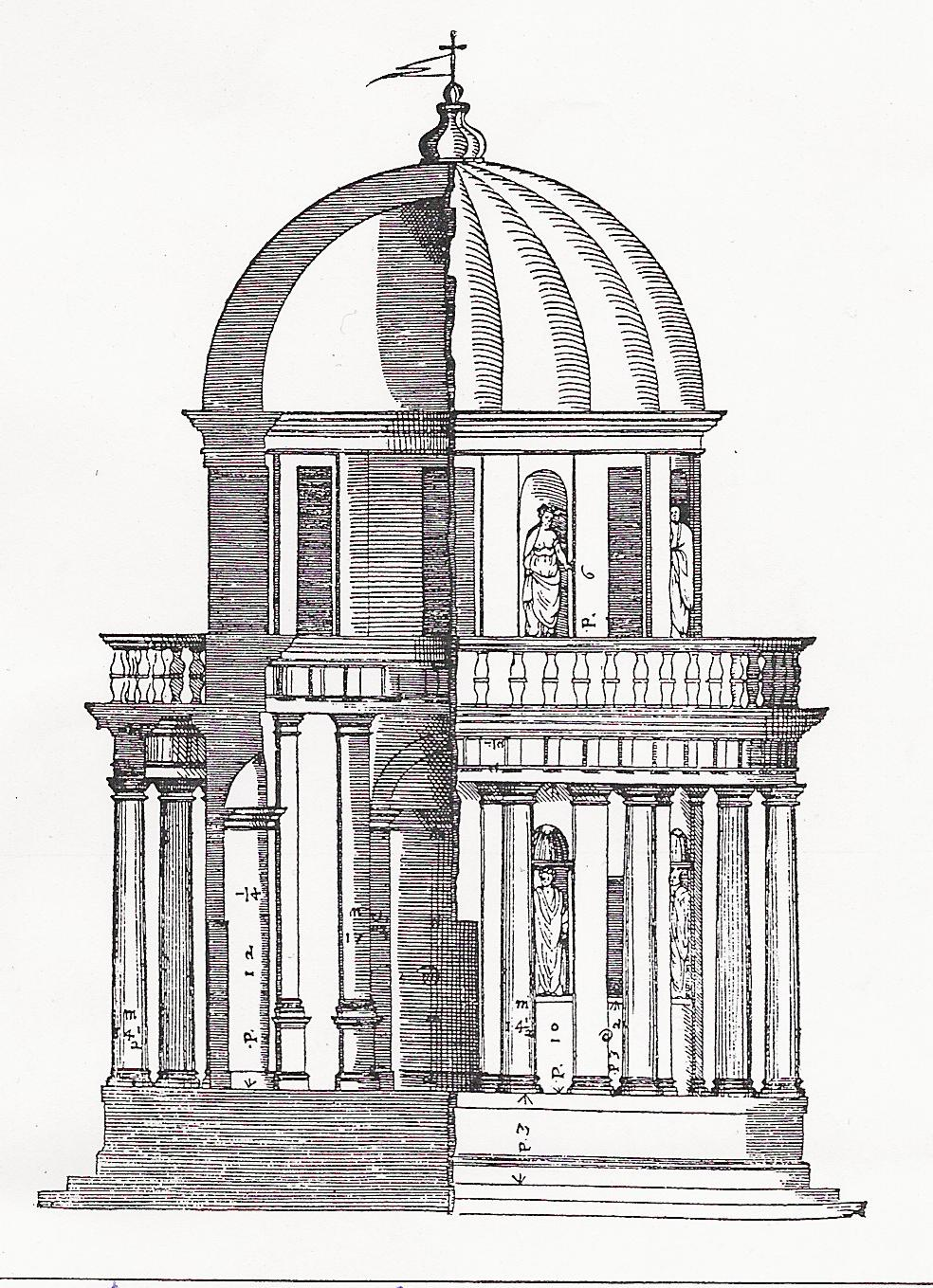
Донато Браманте. Каплиця-ротонда Темп'єтто у дворі церкви Сан-П'єтро-ін-Монторіо, Рим, 1502

### Музика

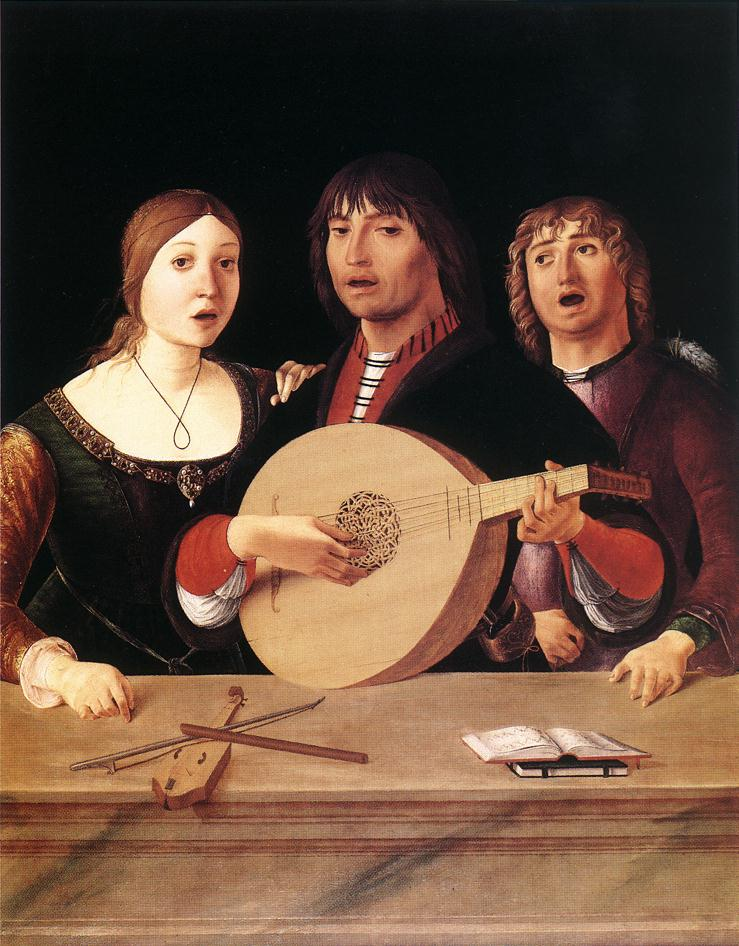
Лоренцо Коста. «Концерт» — картина епохи Відродження

Звукова система античної музики

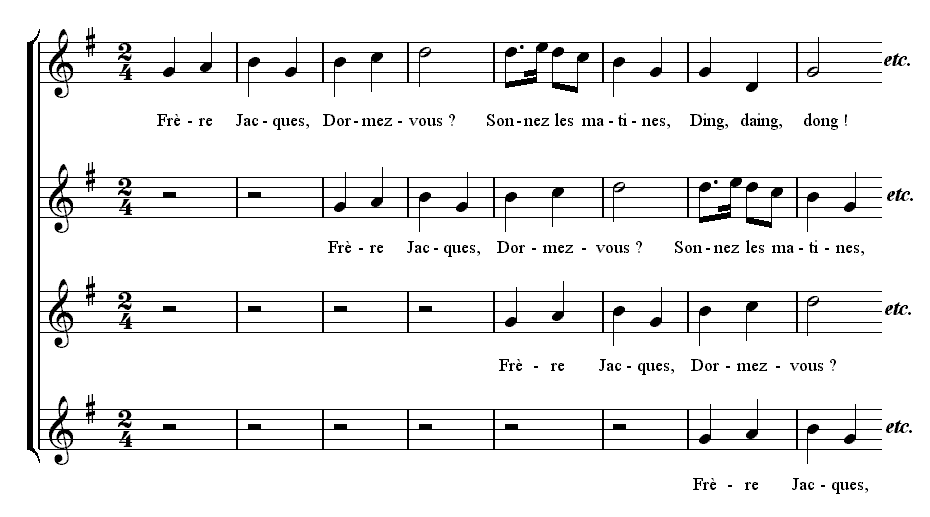
Простий 4-голосний канон «Братець Яків»: кожен голос вступає на два такти пізніше за попередній

## Культура